# Список померлих 1985 року
Це список значимих людей, що померли 1985 року, упорядкований за датою смерті.

## Січень

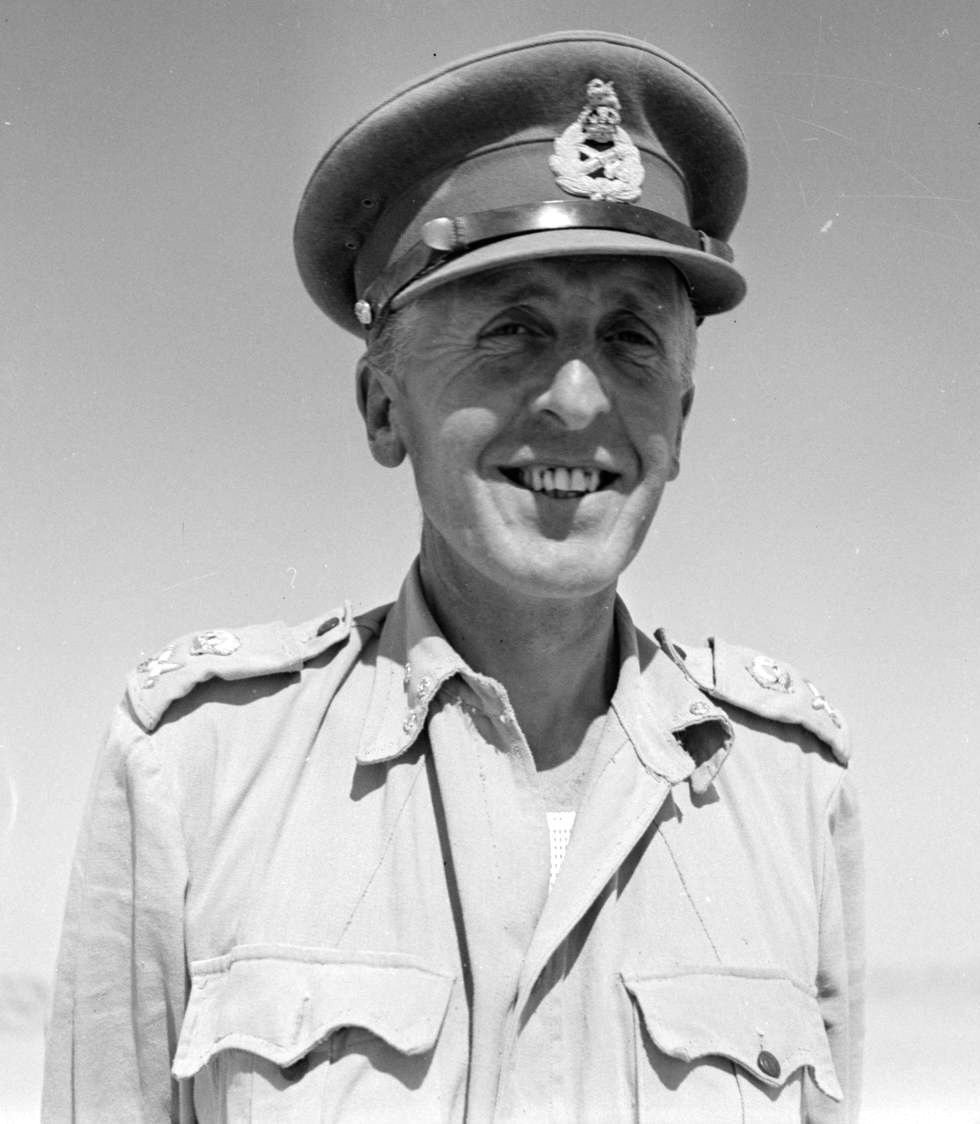
Браян Хоррокс
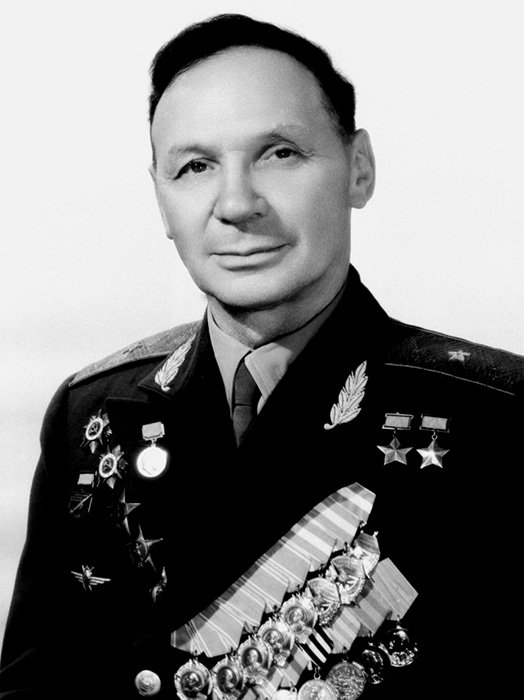
Володимир Коккінакі

1 січня — Халед Алван, ліванський політичний активіст (*1962)
3 січня — Бахрам Садегі, іранський поет і письменник-фантаст-модерніст (*1937)
3 січня — Боділ Йоенсен, данська порноакторка (*1944)
3 січня — Тадеуш Пелчинський, польський генерал (*1892)
4 січня — Браян Хоррокс, британський воєначальник, генерал-лейтенант, учасник Першої та Другої світових воєн, а також іноземної інтервенції в Росію та придушення Ірландського повстання за незалежність, а також спортсмен (*1895)
4 січня — Ловро фон Матачич, хорватський диригент та композитор (*1899)
4 січня — Ахмед Аль-Джазірі, єгипетський актор (*1912)
6 січня — О.Ф. Вейдлінг, східнонімецький конферансьє (*1924)
6 січня — Тапіо Хейнонен, фінський співак легкої музики, композитор і автор пісень (*1941)
7 січня — Жозе Марія Педроту, португальський футболіст, тренер (*1928)
7 січня — Жуль Вандорен, французький футболіст, тренер (*1908)
7 січня — Коккінакі Володимир Костянтинович, радянський льотчик-випробувач, двічі Герой Радянського Союзу, генерал-майор авіації (*1904)
7 січня — Рене Генон, французький філософ і письменник (*1886)
8 січня — Ева Боурінґ, американська політикиня (*1892)
9 січня — Нітідацу Фудзії, японський буддійський чернець, засновник буддистського ордена (*1885)
10 січня — Антон Карас, австрійський музикант-імпровізатор на цитрі (*1906)
10 січня — Андре Б'єрке, норвезький письменник, поет і шахіст (*1918)
10 січня — Мері Кеннет Келлер, американська католицька релігійна сестра, педагогиня і піонерка у галузі інформатики (*1913)
11 січня — Йозеф Чтиржокий, чехословацький футболіст (*1906)
12 січня — Віланова Артігас, бразильський архітектор, інженер, містобудівник і професор університету (*1915)
13 січня — Бек Нак Джун, південнокорейський політик (*1895)
13 січня — Керол Вейн, американська акторка (*1942)
13 січня — Мадан Пурі, індійський актор фільмів на гінді та панджабі (*1915)
14 січня — Аннада Мунші, бенгальська художниця (*1905)
14 січня — Маргулан Алькей Хаканович, казахський учений, археолог, сходознавець, історик, літературознавець, мистецтвознавець (*1904)
17 січня — Мордехай Бентов, ізраїльський політик і журналіст (*1900)
17 січня — Тран Ван Хуу, прем'єр-міністр і міністр закордонних справ національного уряду В'єтнаму з 1950 по 1952 рр. (*1896)
18 січня — Махмуд Мохаммед Таха, суданський релігійний мислитель і громадський діяч (*1909)
18 січня — Вілфрід Брамбелл, ірландський телевізійний і кіноактор (*1912)
18 січня — Давут Суларі, турецький виконавець народної музики та менестрель (*1925)
18 січня — Кал П. Дал, шведський співак, гітарист, автор пісень і радіоведучий (*1949)
19 січня — Ерік Фегелін, німецько-американський політичний філософ (*1901)
19 січня — Том Річардс, валлійський спортсмен-марафонець (*1910)
20 січня — Габіден Мустафін, казахський радянський письменник, громадський діяч, академік (*1902)
20 січня — Мухаммад Муджіб, індійський письменник англомовної та урду літератури, педагог, дослідник (*1902)
21 січня — Юсуф Луле, президент Уганди у 1979 р. (*1912)
21 січня — Джеймс Бірд, американський шеф-кухар, автор кулінарних книг, викладач і телеведучий (*1903)
21 січня — Едді Грем, американський професійний борець (*1930)
22 січня — Громов Михайло Михайлович, радянський льотчик і воєначальник, професор, генерал-полковник авіації, Герой Радянського Союзу (*1899)
23 січня — Вєтров Володимир Іполитович, підполковник Першого головного управління КДБ СРСР, завербований французькою контррозвідкою (*1932)
23 січня — Закіров Батир Каримович, узбецький радянський співак, письменник, поет (*1936)
24 січня — Мухаммед Закі Кафі, пакистанський поет мовою урду (*1926)
25 січня — Аджай Кар, індійський кінорежисер (*1914)
26 січня — Байдебура Павло Андрійович, український радянський письменник та журналіст (*1901)
26 січня — Кенні Кларк, американський джазовий барабанщик і лідер групи (*1914)
26 січня — Кім Йон Джу, корейський бізнесмен і політик під час колоніальної японської влади (*1905)
27 січня — Кацумаса Накаяма, японський якудза (*1937)
27 січня — Масахіса Такенака, японський якудза (*1933)
28 січня — Альфредо Фоні, італійський футболіст, тренер (*1911)
28 січня — Жан-П'єр Рассам, французький кінопродюсер (*1941)
29 січня — Мартін Адан, перуанський поет (*1908)
30 січня — Джон Клей Вокер, американський журналіст, викрадений і вбитий наркоторговцями (*1948)
30 січня — Салех Махді Амаш, іракський історик, поет, військовий діяч і політик (*1924)
31 січня — Юзеф Мацкевич, польський журналіст, письменник і публіцист (*1902)

## Лютий

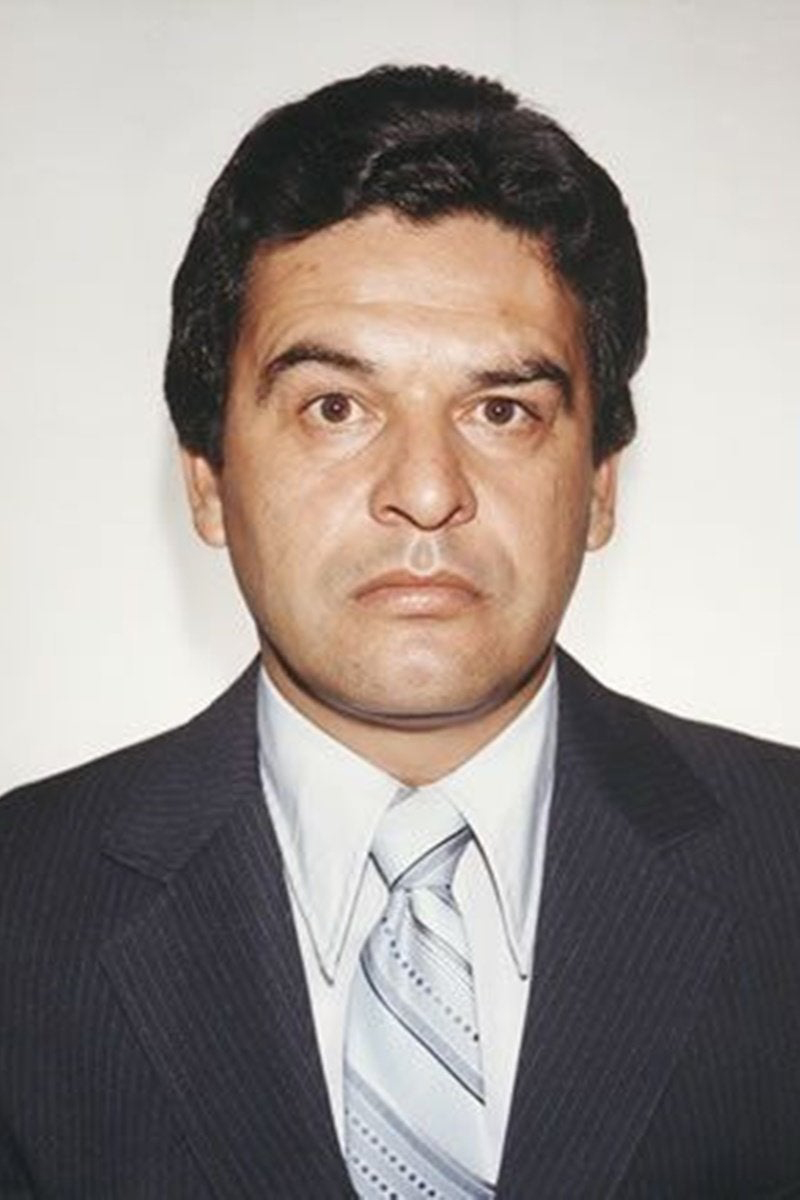
Кікі Камарена
Наталя Забіла
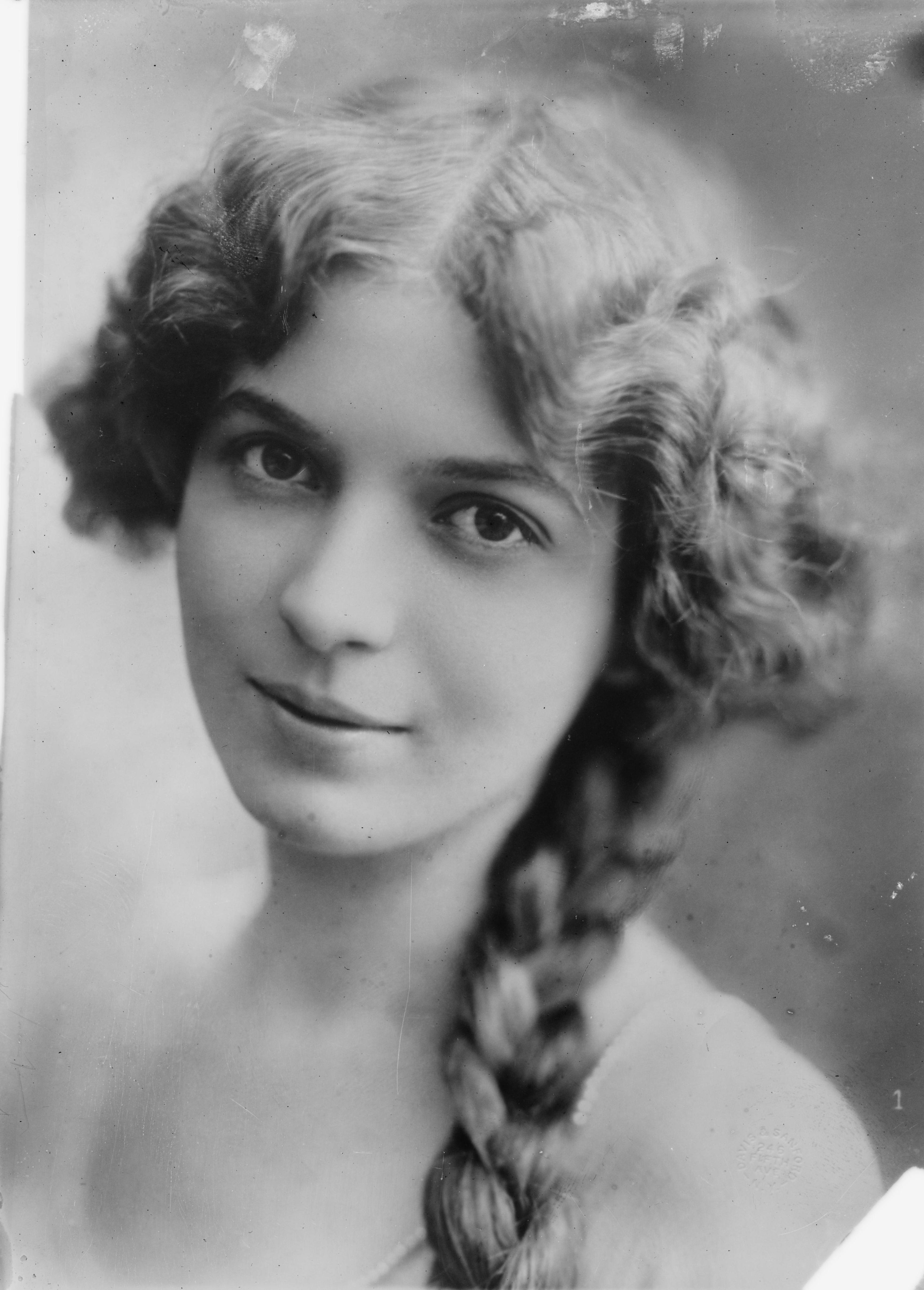
Іна Клер

2 або 11 лютого — Мартон Букові, угорський футболіст і тренер (*1903)
3 лютого — Френк Оппенгеймер, американський фізик елементарних частинок, тваринник, професор фізики; молодший брат фізика Роберта Оппенгеймера (*1912)
5 лютого — Ніл Маккарті, англійський актор з акромегалією (*1932)
6 лютого — Джеймс Гедлі Чейз, британський письменник (*1906)
6 лютого — Забіла Наталя Львівна, українська письменниця, поетеса, драматургиня (*1903)
6 лютого — Джозеф Стівен Крейн, американський актор і ресторатор (*1916)
6 лютого — Інгер Хаґеруп, норвезька поетеса та перекладачка (*1905)
7 лютого — Метт Монро, британський співак (*1930)
8 лютого — Гоміш Феррейра, португальський письменник, поет, фольклорист, публіцист і композитор (*1900)
9 лютого — Кікі Камарена, американський агент Управління боротьби з наркотиками (*1947)
9 лютого — Абу Ахмад Абдул Хафіз, бенгальський юрист, учитель і політик, який брав активну участь у пакистанському русі (*1900)
10 лютого — Вернер Гінц, німецький актор (*1903)
11 лютого — Генрі Гетевей, американський кінорежисер і продюсер (*1898)
11 лютого — Нігматулін Талгат Кадирович, радянський кіноактор (*1949)
11 лютого — Пйотр Сухора, польський актор, педагог (*1943)
12 лютого — Ніколас Коласанто, американський актор і телережисер, учасник Другої світової війни (*1924)
13 лютого — Жан Лоре, французький залізничник і нібито позашлюбний син нацистського диктатора Адольфа Гітлера (*1918)
13 лютого — Музаффер Озак, турецький проповідник, букініст, муедзин, містик і шейх дервішів (*1916)
13 лютого — Рауфун Басунія, бангладешський активіст (*1961)
15 лютого — Тан Чжен Бок, індонезійський актор (*1899)
16 лютого — Алі Прімера, венесуельський музикант, співак, композитор і політичний діяч (*1941)
16 лютого — Полетт Нардал, французька літераторка та журналістка (*1896)
18 лютого — Віллі Альберті, нідерландський співак (*1926)
18 лютого — Рікардо Замбеллі, бразильський актор і фотомодель (*1950)
20 лютого — Бхавані Прасад Мішра, індійський поет і письменник мовою гінді (*1913)
20 лютого — Кларенс Неш, американський актор озвучування (*1904)
21 лютого — Джон Трамп, американський електротехнік, винахідник і фізик; дядько президента Сполучених Штатів Дональда Трампа (*1907)
21 лютого — Іна Клер, американська акторка німого кіно (*1893)
21 лютого — Ерік Герфст, нідерландський комік (*1937)
21 лютого — Луї Гейворд, британсько-американський актор південноафриканського походження (*1909)
21 лютого — Махмуд Шококо, єгипетський актор і співак (*1912)
22 лютого — Аїтіро Фудзіяма, японський політик і бізнесмен (*1897)
22 лютого — Даніель Якоб, німецький актор (*1963)
22 лютого — Сальвадор Еспріу, каталонський поет (*1913)
23 лютого — Андре Брілеман, нідерландський професійний кікбоксер (*1959)
23 лютого — П'єр Лафіт, католицький священик, баскський письменник, вчений і журналіст (*1901)
24 лютого — Віллем ван ден Хоут, нідерландський письменник і публіцист (*1915)
24 лютого — Гулам Ахмед Парвез, пакистанський мусульманський учений (*1903)
25 лютого — Ан Сан Хонг, південнокорейський релігійний лідер (*1918)
26 лютого — Тьялінг Купманс, голландсько-американський економіст, лауреат Нобелівської премії з економіки 1975 (*1910)
26 лютого — Леонардо Давид, італійський гірськолижник (*1960)
26 лютого — Сантош Кумар Гош, бангладешський письменник і журналіст (*1920)
27 лютого — Генрі Кебот Лодж мол., американський дипломат і політик (*1902)
27 лютого — Дж. Пет О'Меллі, англійський актор і співак (*1904)
27 лютого — Джузеппе Марраццо, італійський журналіст (*1928)
28 лютого — Девід Байрон, британський співак, провідний вокаліст Uriah Heep (*1947)
28 лютого — Ісмаїл Шабана, єгипетський співак (*1919)
28 лютого — Мохтар, індонезійський борець за свободу, політик, урядовець (*1909)

## Березень

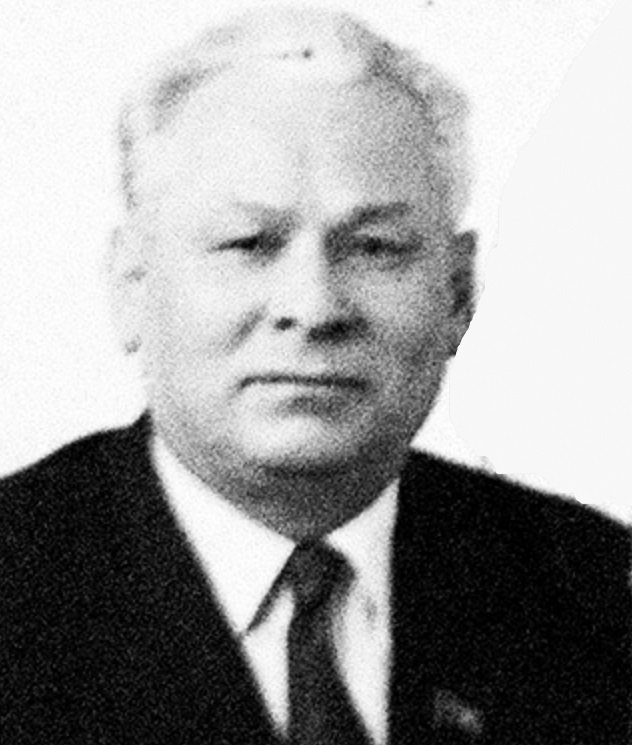
Костянтин Черненко
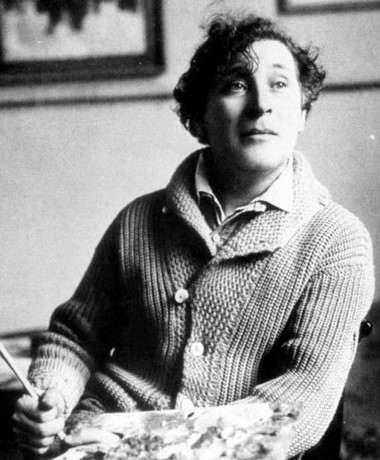
Марк Шагал
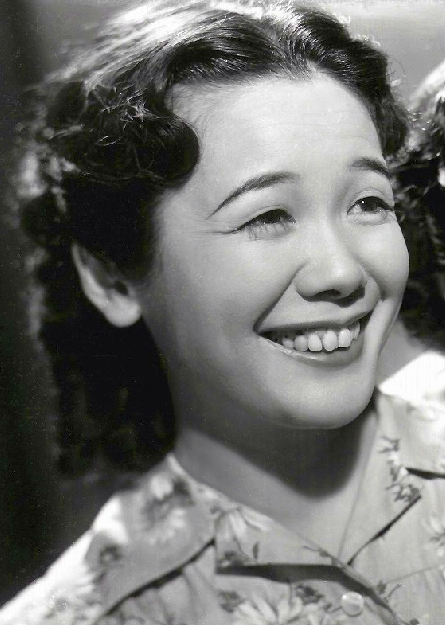
Шизуко Касагі

1 березня — А. Кадір, турецький поет (*1917)
1 березня — Олгіванна Ллойд Райт, третя й остання дружина архітектора Френка Ллойда Райта (*1898)
1 березня — Шарлотта Дельбо, французька письменниця, учасниця руху опору (*1913)
2 березня — Жулі Власто, французька тенісистка (*1903)
2 березня — Шао Ренмей, китайсько-сінгапурський підприємець (*1901)
3 березня — Шкловський Йосип Самуїлович, радянський астрофізик з українських євреїв (*1916)
5 березня — Саєнко Олександр Ферапонтович, український митець-декоратор (*1899)
6 березня — Сильванський Микола Йосипович, український радянський піаніст, композитор, педагог (*1916)
6 березня — Бхолу Пахалван, пакистанський професійний борець (*1922)
7 березня — Аркадій Фідлер, польський мандрівник, письменник, журналіст, натураліст і дослідник, лейтенант польської армії (*1894)
7 березня — Чапаєв Олександр Васильович, радянський воєначальник, учасник Другої світової війни, генерал-майор артилерії; син Василя Чапаєва (*1910)
8 березня — Кім Йон Сік, південнокорейський футболіст (*1910)
8 березня — Едвард Ендрюс, американський актор (*1914)
10 березня — Черненко Костянтин Устинович, радянський партійний та державний діяч, з 1984 генеральний секретар ЦК КПРС і голова Президії Верховної Ради СРСР (*1911)
10 березня — Густаво Капанема, бразильський політик (*1900)
10 березня — Ізраель Регарді, англійсько-американський окультист, церемоніальний маг і письменник (*1907)
10 березня — К.Б. ван Ніль, голландсько-американський мікробіолог (*1897)
10 березня — Салаваті Дауд, індонезійська політикиня, активістка, письменниця (*1909)
10 березня — Торстен Еренмарк, шведський журналіст, бухгалтер, письменник і перекладач (*1919)
10 березня — Халід Салім, індонезійський журналіст та діяч руху за незалежність Індонезії (*1902)
12 березня — Юджин Орманді, американський диригент угорського походження (*1899)
12 березня — Гулам Джілані Барк, пакистанський теолог, педагог, інтелектуал, письменник, перекладач і поет (*1901)
12 березня — Ян Куй, тайванський письменник і громадський діяч (*1906)
13 березня — Альваро Фаяд, колумбійський психолог і партизан ліванського походження (*1946)
13 березня — Джанет Окінклосс Резерфурд, американська світська левиця (*1945)
13 березня — Дінеш Дас, бенгальський поет і комуністичний діяч (*1913)
13 березня — Свамі Бірешварананда, індуїстський релігійний гуру (*1892)
13 березня — Стівен Морін, американський серійний вбивця (*1951)
14 березня — Абд аль-Хусейн Борунсі, іранський військовий, учасник ірано-іракської війни (*1942)
14 березня — Ахмед Абаза, єгипетський актор (*1914)
15 березня — Арз Алі Матуббар, бангладешський атеїстичний філософ, мислитель і письменник (*1900)
15 березня — Казімєж Полус, польський серійний вбивця, педофіл (*1929)
15 березня — Лю Сюеань, китайський композитор, музичний педагог (*1905)
16 березня — Роджер Сешнз, американський композитор, музикознавець, професор (*1896)
16 березня — Алі Теджалаї, іранський солдат, учасник ірано-іракської війни (*1959)
16 березня — Аміна Мухаммед, єгипетська танцюристка, режисерка, актриса (*1908)
16 березня — Берт Ролінг, нідерландський вчений-юрист і засновник нідерландської полемології (*1906)
16 березня — Жан Парді, британська медсестра, ембріологиня і піонерка лікування безпліддя (*1945)
16 березня — Мехді Бакері, ірано-азербайджанський військовий офіцер і учасник ірано-іракської війни (*1954)
17 березня — Алі-Акбар Шахназі, іранський музикант і майстер тару (*1897)
18 березня — Міртл Кук, канадська легкоатлетка, яка спеціалізувалася в бігу на короткі дистанції (*1902)
19 березня — Леопольд Тирманд, польський письменник і публіцист єврейського походження, популяризатор джазу (*1920)
19 березня — Хесус Рейес Геролес, мексиканський політик, юрист, історик і вчений (*1921)
21 березня — Майкл Редгрейв, британський актор театру і кіно, режисер, менеджер і письменник (*1908)
21 березня — Хоссейн Халатбарі, іранський пілот-винищувач, учасник ірано-іракської війни (*1949)
22 березня — Гаріф Галієв, татарський письменник (*1903)
23 березня — Асао Койке, японський актор і сейю (*1931)
23 березня — Зут Сімс, американський джазовий саксофоніст (*1925)
23 березня — Патриція Робертс Гарріс, американська політикиня, дипломатка і правознавиця (*1924)
23 березня — Шазам Сафін, радянський татарський борець класичного стилю (*1932)
24 березня — Джордж Лондон, американський концертний та оперний бас-баритон (*1920)
25 березня — Ахмад Рашид, індонезійський сунітський проповідник, письменник, громадський діяч (*1895)
25 березня — Емма Д'Авіла, бразильська акторка (*1916)
25 березня — Синдоедарсоно Соеджойоно, індонезійський художник (*1913)
28 березня — Генрі Гансен, данський велогонщик (*1902)
28 березня — Марк Шагал, білорусько-французький художник-авангардист і графік єврейського походження (*1887)
28 березня — Маннен Тоїчі, японський правий активіст, військовик, терорист (*1908)
29 березня — Герхард Штек, німецький легкоатлет, який спеціалізувався в штовханні ядра та метанні списа (*1911)
29 березня — Бруно Сулак, французький грабіжник, відомий своїми хорошими манерами (*1955)
29 березня — Джордж Мердок, американський антрополог, професор (*1897)
29 березня — Ернст Е. Гірш, німецько-турецький професор права єврейського походження (*1902)
29 березня — Співаюча черниця, бельгійська католицька співачка та авторка пісень (*1933)
30 березня — Хаб'єр Гальдеано, баскський журналіст (*1934)
30 березня — Шизуко Касагі, японська співачка і актриса (*1914)
березень — Ферейдун Таваллалі, іранський поет, археолог, інтелектуал (*1917)

## Квітень

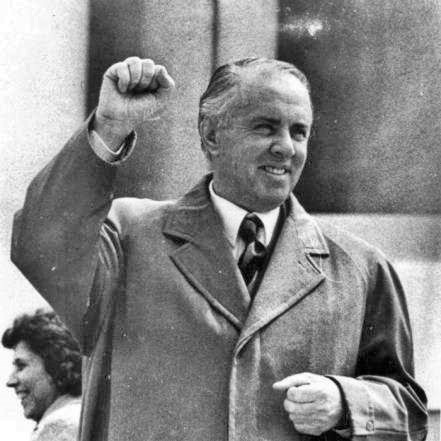
Енвер Ходжа
Павло Батов

2 квітня — Вільям Стівенсон, американський легкоатлет, який спеціалізувався в бігу на короткі дистанції (*1900)
3 квітня — Ореко, бразильський футболіст (*1932)
4 квітня — Асанова Дінара Кулдашівна, радянська російська актриса і кінорежисерка (*1942)
6 квітня — Дану Умбара, індонезійський актор і режисер (*1943)
6 квітня — Станіслав Зачик, польський актор (*1923)
7 квітня — Карл Шмітт, німецький юрист — дослідник державного (конституційного) права, філософ і політичний теоретик, політичний філософ (*1888)
8 квітня — Ведат Недім Тор, турецький політик, письменник і журналіст (*1897)
9 квітня — Сана Мухаїдлі, ліванська дівчина-бойовик (*1968)
10 квітня — Кора Кораліна, бразильська поетеса та письменниця (*1889)
11 квітня — Енвер Ходжа, албанський політичний діяч, фактичний керівник Народної Соціалістичної Республіки Албанії з 1944 р. (*1908)
11 квітня — Фред Ульман, німецько-англійський письменник, художник і юрист єврейського походження (*1901)
12 квітня — Рамавтар Тьягі, індійський поет мовою гінді (*1925)
12 квітня — Сейдзі Міягучі, японський актор (*1913)
13 квітня — Суровцова Надія Віталіївна, українська громадська діячка, журналістка, авторка мемуарів, редакторка, перекладачка, доктор філософії (*1896)
14 квітня — Ноель Гордон, англійська акторка та телеведуча шотландського походження (*1919)
15 квітня — Джек Медіка, американський плавець (*1914)
15 квітня — Заріфа Алієва, азербайджанська лікарка-офтальмолог, академік, професор, дружина президента Азербайджану Гейдара Алієва і мати президента Азербайджану Ільхама Алієва (*1923)
15 квітня — Інес Родена, кубинська радіо- та телевізійна письменниця (*1905)
15 квітня — Шамбхунатх Дей, індусько-бенгальський учений і лікар (*1915)
16 квітня — Скотт Брейді, американський актор (*1924)
17 квітня — Жермен Саблон, французька співачка, актриса та учасниця руху опору (*1899)
17 квітня — Лі Божао, дружина голови КНР у 1988—1993 рр. Яна Шанкуня (*1909)
17 квітня — Яніна Ґужинська-Берут, польська вихователька дитячого садка, перша леді Польщі як дружина президента Болеслава Берута (*1890)
19 квітня — Батов Павло Іванович, радянський військовий діяч, двічі Герой Радянського Союзу, генерал армії, учасник Першої світової війни, громадянської війни в Росії, громадянської війни в Іспанії, Другої світової війни (*1897)
20 квітня — Нгуєн Дуй Трінь, в'єтнамський політик (*1910)
21 квітня — Танкредо Невіс, бразильський державний діяч і адвокат; обраний президент країни, не вступив на посаду (*1910)
22 квітня — Сотакеші, японський дворянин (*1908)
23 квітня — Асбйорн Сунде, норвезький борець опору та партизан під час Другої світової війни, комуністичний політик (*1909)
23 квітня — Юткевич Сергій Йосипович, радянський кінорежисер, театральний режисер, художник, сценарист, актор, театральний педагог (*1904)
24 квітня — Іцхак Коен, президент Верховного суду Ізраїлю (1982—1983) (*1913)
25 квітня — Річард Гайдн, британсько-американський комедійний актор (*1905)
26 квітня — Айлін Ургал, турецька поп-співачка (*1951)
26 квітня — Роман Чернявський, польський військовик, майор польських ВПС у Великій Британії (*1910)
27 квітня — Убайдулла Анвар, пакистанський ісламський учений, політик (*1926)
28 квітня — Ярослав Дрбоглав, чехословацький актор (*1947)
30 квітня — Імам Заркасі, індонезійський улем (*1910)
30 квітня — Міккі Кац, американський музикант і комік (*1909)

## Травень

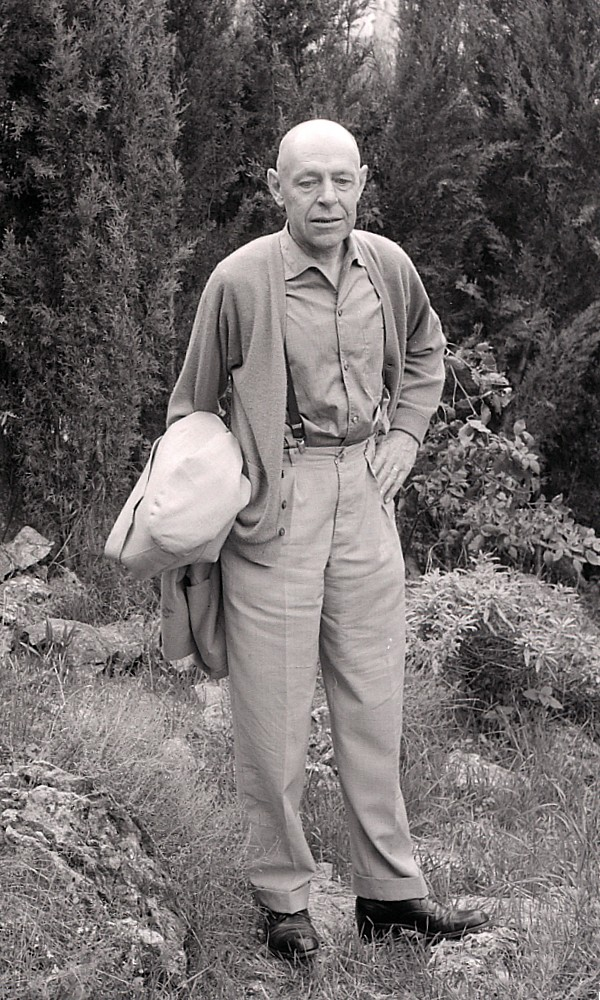
Жан Дюбюффе
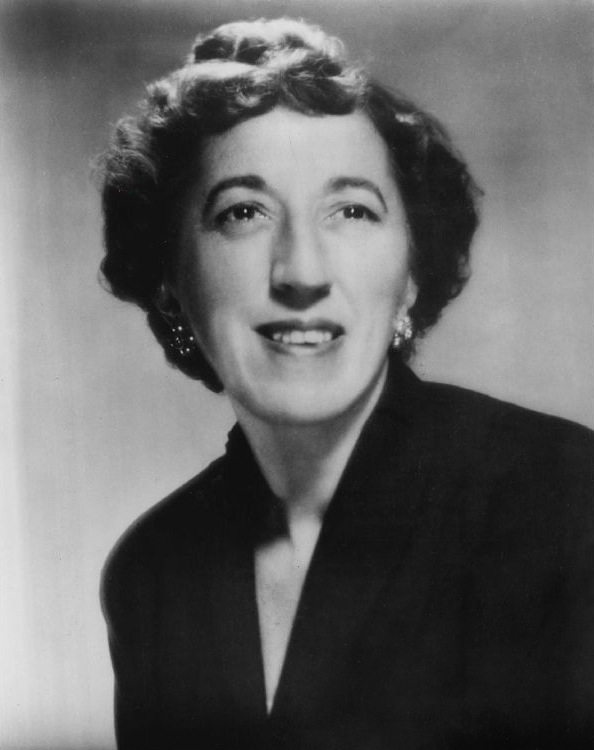
Маргарет Гамільтон
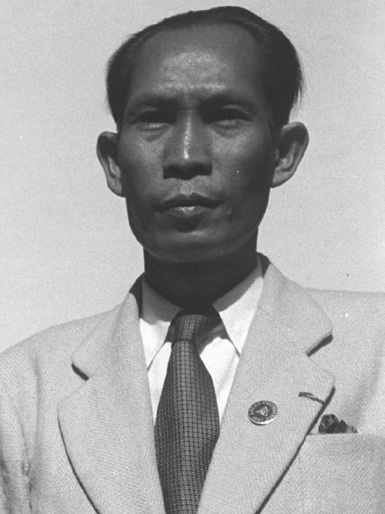
Пенн Нут

2 травня — Аттіліо Беттега, італійський гонщик (*1953)
2 травня — Еріпан Нотохаміджо, індонезійський християнський політичний діяч, перший ректор християнського університету Сатья Вакана (*1915)
3 травня — Аксінін Олександр Дмитрович, український радянський художник-графік (*1949)
3 травня — Войцех Белон, польський співак, поет, композитор (*1952)
4 травня — Фікрі Сенмез, турецький політик-марксист-ленінець (*1938)
4 травня — Ян Буйс, голландський музичний менеджер (*1940)
6 травня — Джулі Вега, філіппінська актриса, співачка та модель (*1968)
7 травня — Адам Багдай, польський письменник, перекладач (*1918)
7 травня — Карлуш Мота Пінту, прем'єр-міністр Португалії (1978—1979) (*1936)
7 травня — Мохаммед Шах Алам, учасник війни за незалежність Бангладеш (*1948)
8 травня — Теодор Стерджен, американський письменник-фантаст і критик (*1918)
8 травня — Дольф Світ, американський актор (*1920)
8 травня — Маджид Салек Махмуді, іранський серійний вбивця (*1953~)
9 травня — Аксель Айро, фінський військовий діяч шведського походження (*1898)
9 травня — Едмонд О'Браєн, американський актор (*1915)
9 травня — Саєд Гулам Аскарі, індійський шиїтський релігієзнавець (*1928)
9 травня — Сецуко Вакаяма, японська акторка (*1929)
9 травня (зник безвісти) — Крістофер Дейл Фланнері, австралійський найманий вбивця (*1948)
10 травня — Праматханат Біші, індійський письменник, педагог і професор (*1901)
11 травня — Абдул Мохсен бін Абдул Азіз Аль Сауд, член дому Саудитів, саудівський урядовець (*1925)
11 червня — Реймонд Робінсон «Зелений чоловік», американець, відомий понівеченістю внаслідок травми (*1910)
12 травня — Жан Дюбюффе, французький художник і скульптор (*1901)
13 травня — Літріс Джой, американська акторка (*1893)
13 травня — Мікулін Олександр Олександрович, радянський інженер, спеціаліст з авіаційних і танкових двигунів (*1895)
13 травня — Мілдред Шиль, німецька лікарка (*1931)
13 травня — Наум Шебіб, єгипетський архітектор і дизайнер (*1915)
13 травня — Сельма Даймонд, американська комедійна акторка канадського походження (*1920)
13 травня — Чжоу Еньшоу, китайський політик, брат Чжоу Еньлая (*1904)
14 травня — Ладислав Женишек, чехословацький футболіст, тренер (*1904)
14 травня — Вен Мейлін, гонконгська актриса (*1959)
15 травня — Емерсон Спенсер, американський легкоатлет, який спеціалізувався в бігу на короткі дистанції (*1906)
15 травня — Ренато Ольмі, італійський футболіст (*1914)
15 травня — Джекі Кертіс, американський андеграундний актор, співак і драматург, дрег-квін (*1947)
16 травня — Маргарет Гамільтон, американська артистка і педагогиня (*1902)
17 травня — Віктор Нунес Леал, бразильський юрист, міністр Верховного федерального суду Бразилії (*1914)
17 травня — Ойген Дольман, німецький військовий, дипломат і секретний агент (*1900)
18 травня — Пенн Нут, політичний та державний діяч Камбоджі, багаторазовий прем'єр-міністр (*1906)
19 травня — Віктор Родрігес Андраде, уругвайський футболіст (*1927)
19 травня — Тапіо Вірккала, фінський дизайнер та скульптор (*1915)
19 травня — Альфредо Майо, іспанський актор (*1911)
19 травня — Макбулар Рахман Саркар, бангладешський педагог (*1928)
21 травня — Йоахим Книхала, польський серійний убивця польсько-німецького походження (*1952)
21 травня — Казі Шамсуддін, пакистанський релігієзнавець (*1901)
22 травня — Карл-Адольф Голлідт, німецький воєначальник часів Третього Рейху, генерал-полковник Вермахту (*1891)
22 травня — Вольфганг Райтерман, німецько-американський аніматор, режисер і продюсер (*1909)
24 травня — Наталіо Перінетті, аргентинський футболіст (*1900)
24 травня — Мухаммет Гайнуллін, татарський вчений, літературознавець (*1903)
24 травня — Саїд Ахмад Акбарабаді, індійський сунітський учений, письменник мовою урду, історик (*1908)
24 травня — Хітров Станіслав Миколайович, радянський актор (*1936)
26 травня — Бабушкін Василь Степанович «Вася Діамант», радянський професійний злочинець, лідер злочинного середовища в СРСР, російський злодій у законі (*1928)
26 травня — Тацукума Усідзіма, японський дзюдоїст (*1904)
28 травня — Щербан Цицейка, румунський фізик-теоретик (*1908)
28 травня — Кетрін Келлі, американська злочинниця, яка діяла в епоху сухого закону (*1904)
28 травня — Сейєд Моджтаба Хашемі, іранський партизан, військовик, учасник ірано-іракської війни (*1941)
31 травня — Завадович Роман Михайлович, український письменник, журналіст, редактор, культурно-освітній діяч, педагог, пластун (*1903)
31 травня — Гастон Ребюффа, французький альпініст, високогірний провідник, письменник і режисер (*1921)
31 травня — Пепсі Палома, філіппінсько-американська танцівниця та актриса (*1966)
31 травня — Усама Аль-Машіні, йорданський актор (*1950)

## Червень

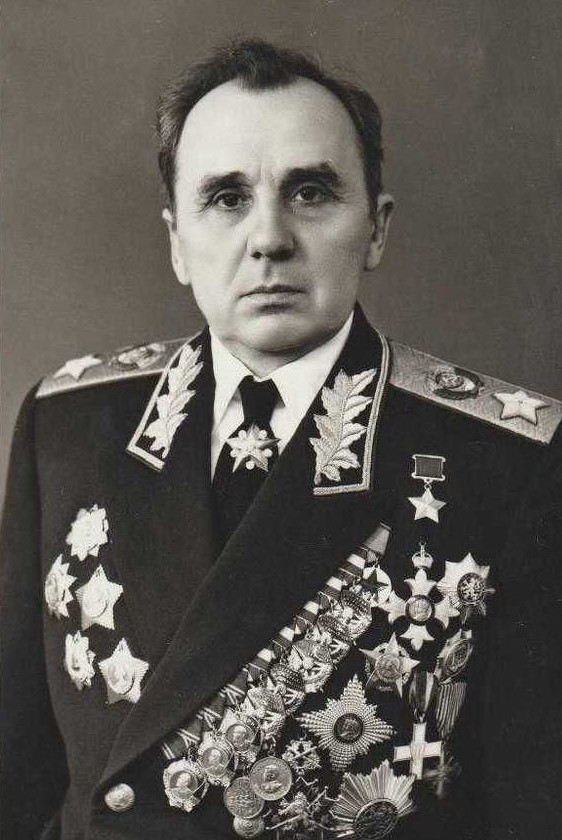
Кирило Москаленко

1 червня — Річард Грін, англійський актор (*1918)
3 червня — Вільям Френсіс Баклі, офіцер армії США та агент ЦРУ (*1928)
3 червня — Карл Обермайр, німецький баварський народний актор (*1931)
3 червня — Нугрохо Нотосусанто, індонезійський письменник, військовий історик, професор (*1930)
4 червня — Кулієв Кайсин Шувайович, балкарський радянський поет (*1917)
4 червня — Хафіз Мухаммад Гондалві, пакистанський релігієзнавець, письменник, педагог і проповідник (*1897)
5 червня — Йоганна Вольф, головна секретарка Адольфа Гітлера (*1900)
5 червня — Путанна Канагал, індійський режисер (*1933)
6 червня — Владимир Янкелевич, французький філософ та музикознавець (*1903)
6 червня — Леонард Лейк, американський виживальник і серійний убивця (*1945)
7 червня — Рудольф Буркерт, чехословацький лижник із судетських німців (*1904)
8 червня — Афет Інан, турецька історикиня і соціологиня, прийомна дочка Мустафи Ататюрка (*1908)
8 червня — Ху Фен, китайський літературознавець, перекладач, поет (*1902)
11 червня — Домінік Лаффен, французька акторка (*1952)
11 червня — Карен Енн Квінлан, американська жінка, яка стала важливою фігурою в історії суперечок про право на смерть у США (*1954)
11 червня — Реймонд Робінсон «Зелений чоловік», американець, відомий понівеченістю внаслідок травми (*1910)
12 червня — Гельмут Плеснер, німецький філософ і соціолог, один із засновників філософської антропології (*1892)
12 червня — Ехлас Уддін Ахмад, бангладешський політик, учасник війни за незалежність Бангладеш (*1932)
12 червня — Катінка Андраші, угорська дворянка та дружина графа Міхая Карої, який був прем'єр-міністром, а потім президентом Першої угорської республіки (*1892)
12 червня — Марсела Пас, чилійська письменниця (*1902)
12 червня — Хуа Луоген, китайський математик, академік та політичний діяч (*1910)
15 червня — Енді Стенфілд, американський легкоатлет, який спеціалізувався в бігу на короткі дистанції (*1927)
16 червня — Педро Кальмон, бразильський професор, політик, історик, біограф, есеїст і оратор (*1902)
17 червня — Москаленко Кирило Семенович, радянський військовий діяч українського походження, Маршал Радянського Союзу, двічі Герой Радянського Союзу, Герой ЧССР, заступник міністра оборони СРСР (*1902)
17 червня — Джорджія Хейл, американська актриса епохи німого кіно (*1900)
17 червня — Масахару Таніґучі, японський релігійний лідер (*1893)
17 червня (зникла безвісти) — Сесілія Джубілео, аргентинська лікарка (*1946)
18 червня — Анді Депу, індонезійська революціонерка, національна героїня Індонезії (*1907)
18 червня — Кадзуо Нагано, японський шахрай (*1952)
18 червня — Лі Сук Чон, корейський художник і педагог, прояпонський діяч (*1904)
18 червня — Сюань Туй, в'єтнамський революціонер, політик, дипломат, поет і журналіст (*1912)
19 червня — Кристалінська Майя Володимирівна, радянська естрадна співачка (*1932)
19 червня — Бонні Неттлс, американська медсестра та релігійна лідерка секти «Небесні Врата» (*1927)
19 червня — Діонеліо Мачадо, бразильський письменник, поет, журналіст, психіатр (*1895)
19 червня — Ілька Гедьо, угорська художниця (*1921)
19 червня — Ся Най, китайський археолог, історик, соціолог, громадський діяч (*1910)
20 червня — Даан Джахджа, індонезійський військовик (*1925)
21 червня — Таге Фрітьоф Ерландер, прем'єр-міністр Швеції (1946—1969) (*1901)
21 червня — Бахрам Арьяна, найвищий воєначальник імперської армії Ірану за правління Мухаммеда Рези Пехлеві; націоналіст і гуманіст (*1906)
21 червня — Етторе Боярді, італо-американський шеф-кухар (*1897)
23 червня — Індер Тхакур, індійський актор, модельєр і модель (*1950~)
23 червня — Норман Дайк, офіцер, який служив в армії США під час Другої світової війни, зображений у фільмі «Брати по зброї» (*1918)
25 червня — Россіні Пінту, бразильський співак, композитор, журналіст і музичний продюсер (*1937)
25 червня — Сінь Чжипін, тайванський педагог (*1912)
26 червня — Абрамова Анастасія Іванівна, російська балерина (*1902)
27 червня — Ільяс Саркіс, президент Лівану (1976—1982) (*1924)
29 червня — Ярослав Дітль, чеський автор телесеріалів, кіно- та телесценарист, драматург (*1929)
30 червня — Харуо Ремеліїк, палауський політик японсько-палауського походження, перший президент Палау (*1933)

## Липень

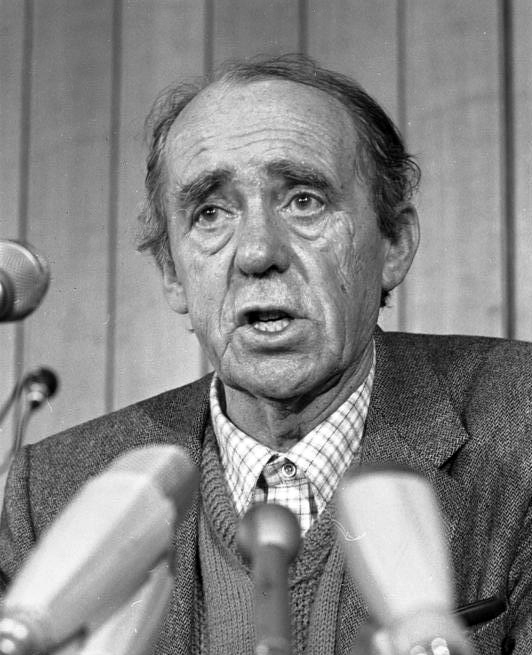
Генріх Белль
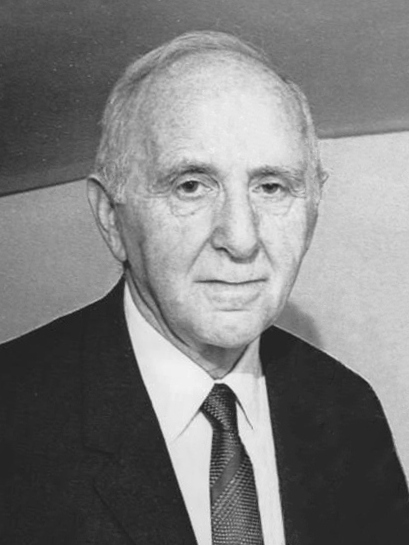
Саймон Кузнець
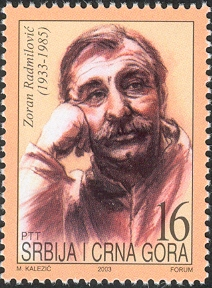
Зоран Радмілович

1 липня — Богуслав Лєснодорський, польський історик, професор правових наук (*1914)
1 липня — Паулі Мюррей, американська активістка за громадянські права, правозахисниця, письменниця та єпископальний священик (*1910)
2 липня — Девід Перлі, британський автогонщик Формули-1 (*1945)
3 липня — Сюй Бувей, тайванський комік (*1951)
4 липня — Гокон Шевальє, американський письменник, перекладач і професор французької літератури, найбільш відомий своєю дружбою з фізиком Дж. Робертом Оппенгеймером (*1901)
4 липня — Ян де Квай, прем'єр-міністр Нідерландів (1959—1963) (*1901)
4 липня — Джордж Олдфілд, британський поліцейський детектив (*1923)
4 липня — Пауліно Узкудун, іспанський боксер (*1899)
8 липня — Саймон Кузнець, американський економіст, демограф і статист єврейського походження, лауреат Нобелівської премії з економіки 1971 (*1901)
8 липня — Лі Юн Джун, корейський військовий і політик (*1890)
8 липня — Мохаммад Мехді Раббані Амлаші, іранський священнослужитель, політик, генеральний прокурор (*1934)
8 липня — Філ Фостер, американський актор (*1913)
9 липня — Маргарет Моулсворт, австралійська тенісистка (*1894)
9 липня — Шарлотта, велика герцогиня Люксембургу з 1919 по 1964 р. (*1896)
9 липня — Закі Дагестані, саудівський читач Корану (*1925)
9 липня — Марія Збишевська, польська акторка, педагогиня (*1925)
10 липня — Фернанду Перейра, голландський фотограф португальського походження (*1950)
10 липня — Ахсан Хабіб, бангладешський поет і письменник (*1917)
11 липня — Бірендра Чаттопадхяй, бенгальський поет (*1920)
11 липня — Танелі Кекконен, фінський дипломат, син президента Фінляндії Урго Кекконена (*1928)
12 липня — Генрик Гунько, польський актор (*1924)
13 липня — Клаудіо Кассінеллі, італійський актор (*1938)
16 липня — Генріх Белль, німецький письменник, Нобелівська премія з літератури 1972 (*1917)
17 липня — Сюзанна Лангер, американська вчена, філософиня, письменниця та вчителька (*1895)
17 липня — Марго, мексиканська актриса і танцівниця (*1917)
17 липня — Субхо Тагор, бенгальський та індійський художник (*1912)
18 липня — Шахнаваз Бхутто, пакистанський політичний активіст, син президента та прем'єр-міністра Пакистану Зульфікара Алі Бхутто (*1958)
19 липня — Евен Монтегю, британський юрист, військовий письменник і офіцер, учасник Другої світової війни (*1901)
19 липня — Януш Зайдель, польський прозаїк, письменник-фантаст (*1938)
19 липня — Джузеппе Де Андре, італійський підприємець (*1912)
19 липня — Сджуманджаджа, індонезійський сценарист і режисер (*1933)
20 липня — Махмуд Алі Аль-Банна, єгипетський читач Корану (*1926)
21 липня — Александар Вучо, сербський і югославський прозаїк, поет-сюрреаліст (*1897)
21 липня — Зоран Радмілович, сербський та югославський актор кіно, телебачення та театру (*1933)
22 липня — Матті Ярвінен, фінський легкоатлет, який спеціалізувався в метанні списа (*1909)
22 липня — Махуа Ройчоудхурі, індійська бенгальська кіноакторка (*1958)
22 липня — Рамадеві Чоудхурі, борчиня за незалежність Індії, соціальниа реформаторка (*1899)
24 липня — Афтаб Уддін Чоудхурі, бангладешський політик і дипломат (*1912)
24 липня — Такохачіро, японський професійний боксер, комік і актор (*1940)
24 липня — Хосе Бодало, іспанський актор (*1916)
25 липня — Ковінька Олександр Іванович, український письменник-гуморист (*1900)
25 липня — Карлос Гальхардо, аргентинський співак італійського походження, натуралізований громадянин Бразилії (*1913)
26 липня — Божо Брокета, югославський футболіст (*1922)
26 липня — Вальтер Ріхтер, німецький актор і радіомовець (*1905)
27 липня — Мішель Одіар, французький сценарист і кінорежисер (*1920)
27 липня — Шигеру Амачі, японський актор і співак (*1931)
28 липня — Беппе Монтана, італійський поліцейський, жертва Коза Ностра (*1951)
29 липня — Ізаак Хуру Доко, індонезійський політик, християнський діяч, національний герой Індонезії (*1913)
29 липня — Петр Сепеші, чеський співак (*1960)
30 липня — Джулія Робінсон, американська математикиня (*1919)
30 липня — Андре Обрехт, французький кат (*1899)
31 липня — Абдель Монейм Абдель Рауф, єгипетський військовий льотчик, ісламський політик (*1914)

## Серпень

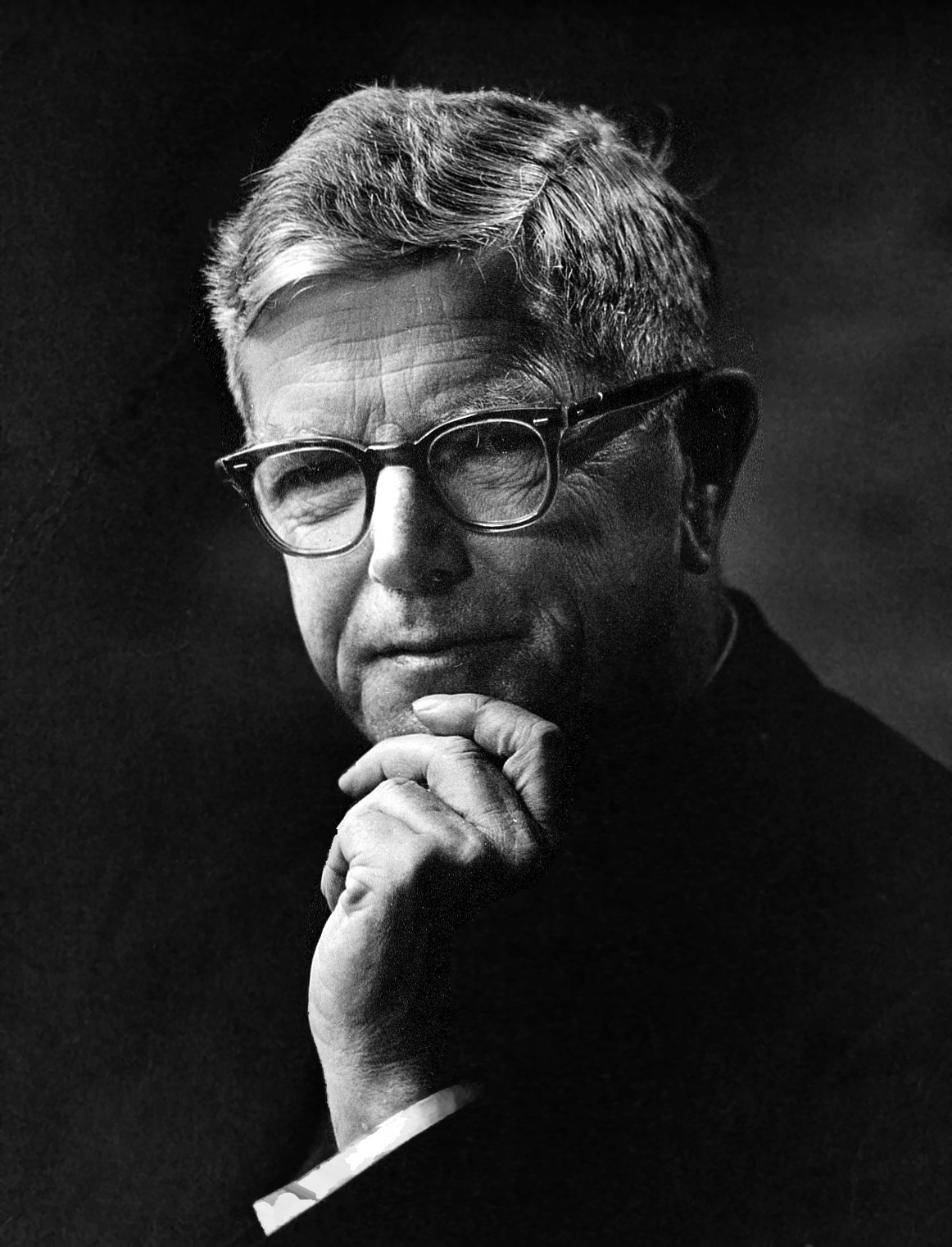
Френк Макфарлейн Бернет
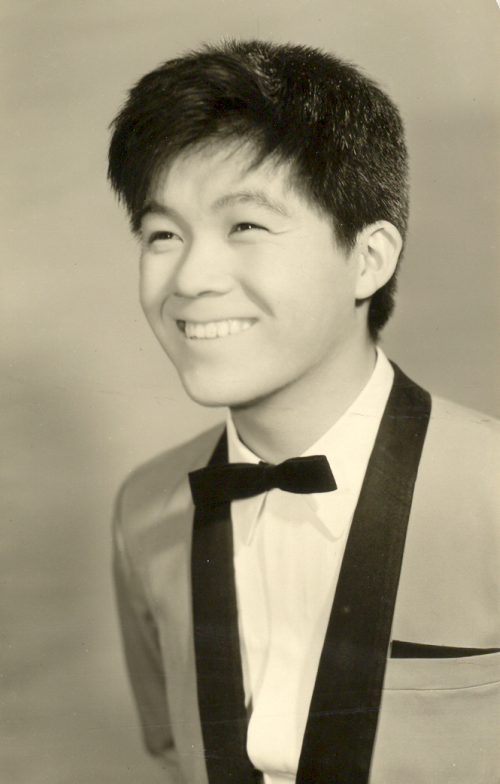
Кю Сакамото
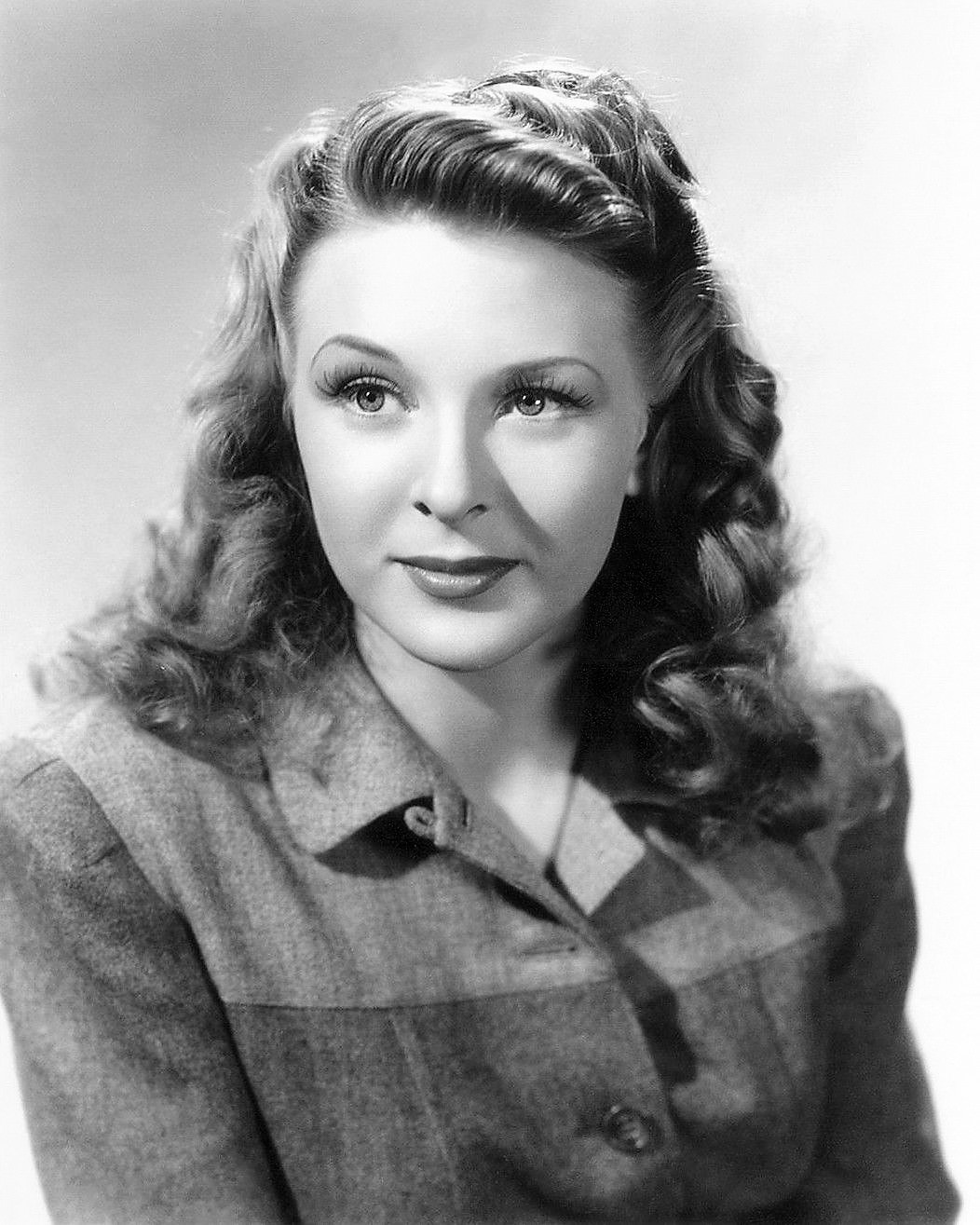
Евелін Анкерс
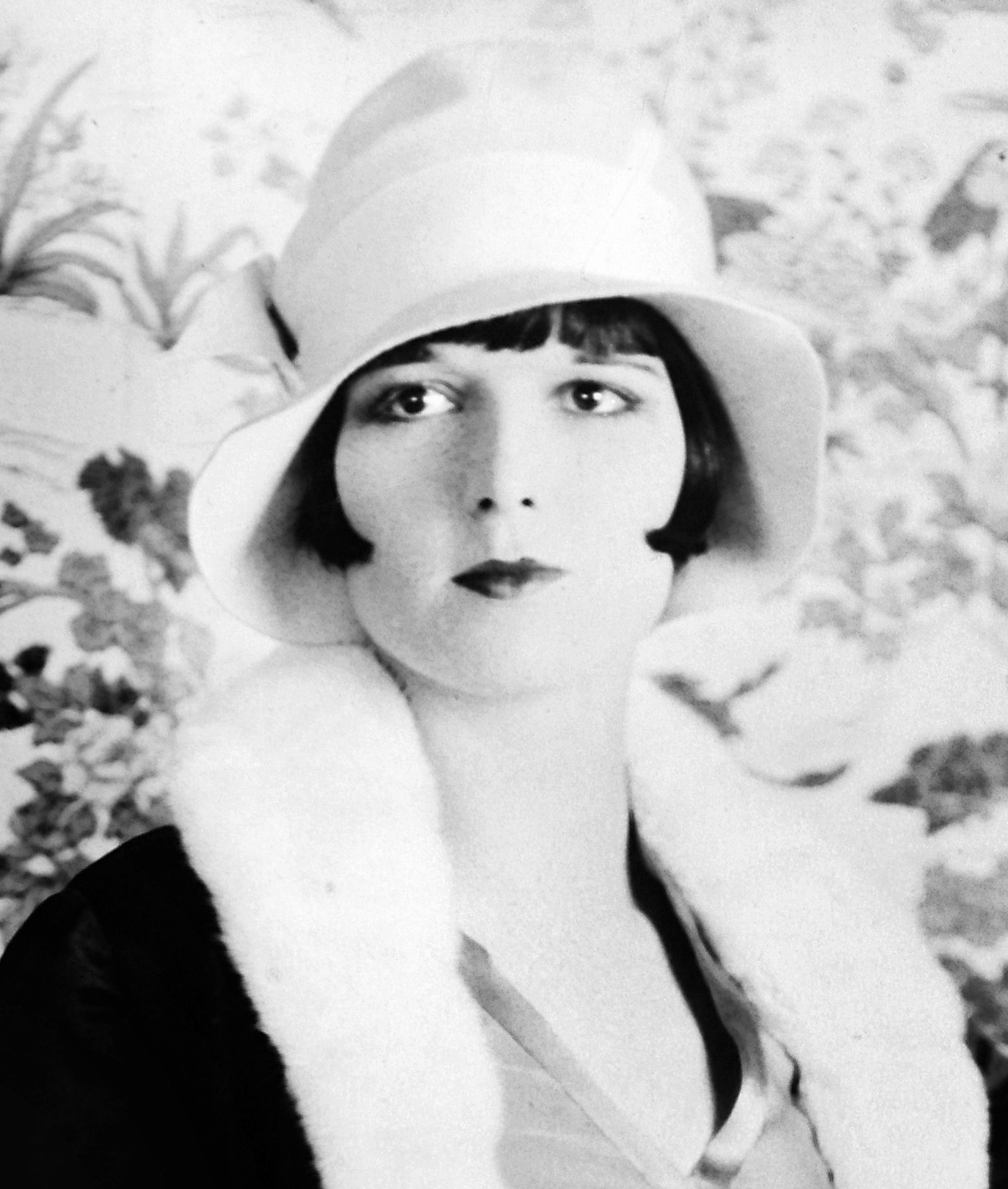
Луїза Брукс

1 серпня — Гелене Енгельманн, австрійська фігуристка (*1898)
2 серпня — Го Юйсінь, тайванський політичний діяч позапартійного руху (*1908)
2 серпня — Сюй Люсянь, гонконгська кантонська актриса опери та кіно (*1917)
2 серпня — Френк Файлен, американський актор (*1905)
3 серпня — Банарасі Дас, індійський політик (*1912)
3 серпня — Майкл Альбін, ізраїльський бізнесмен і політичний діяч (*1944)
4 серпня — Роза Левероні і Вальс, каталонська письменниця (*1910)
6 серпня — Форбс Бернем, прем'єр-міністр Гаяни (1964—1980), президент Гаяни (1980—1985) (*1923)
6 серпня — Нінні Кассара, італійський поліцейський, жертва Коза Ностра (*1947)
7 серпня — Матеуш Свєнціцький, польський композитор, аранжувальник, публіцист і радіожурналіст (*1933)
8 серпня — Луїза Брукс, американська танцюристка, модель, акторка німого кіно (*1906)
9 серпня — Фред Окерстрем, шведський трубадур (*1937)
10 серпня — Яков Каневський, єврейський рабин, один із лідерів юдаїстів-литваків (*1899)
11 серпня — Георге Пінтіліє, румунський комуністичний діяч українського походження з Придністров'я, генерал безпеки Секурітате (*1902)
12 серпня — Кю Сакамото, японський співак і актор (*1941)
12 серпня — Манфред Вінкельхок, німецький автогонщик Формули-1 (*1951)
12 серпня — Сяо Хуа, адмірал Народно-визвольної армії Китаю (*1916)
12 серпня — Харуко Кітахара, японська акторка і співачка (*1961)
13 серпня — Дж. Віллард Маріотт, американський підприємець і бізнесмен, засновник корпорації Marriott (*1900)
13 серпня — Слободан Алігрудич, югославський і сербський актор (*1934)
14 серпня — Гейл Сондергаард, американська акторка (*1899)
14 серпня — Назли Еджевіт, турецька педагогиня і художниця, мати прем'єр-міністра Туреччини Бюлента Еджевіта (*1900)
14 серпня — Ліна Гейдріх, дружина нациста Рейнхарда Гейдріха (*1911)
16 серпня — Геза Тольді, угорський футболіст, тренер (*1909)
17 серпня — Ніколас Іден, 2-й граф Ейвон, офіцер британської армії, консервативний політик; син прем'єр-міністра Ентоні Ідена (*1930)
17 серпня — Санія Салех, сирійська письменниця і поетеса (*1935)
18 серпня — Йосип Приможиць, югославський гімнаст (*1900)
18 серпня — Ахтар Ансарі Акбарабаді, пакистанський поет мовою урду, письменник-фантаст, критик і редактор літературного журналу (*1920)
18 серпня — Шаз Тамкунт, пакистанський поет мовою урду (*1933)
20 серпня — Дональд Гебб, канадський фізіолог і нейропсихолог (*1904)
21 серпня — Давид Олер, французький художник і скульптор (*1902)
21 серпня — Кім Йон Е, південнокорейська актриса (*1944)
21 серпня — Саваш Башар, турецький актор театру та кіно, актор озвучування, режисер і сценарист (*1938)
21 серпня — Сухайм бін Хамад Аль Тані, син шейха і спадкоємного принца Катару Хамада бін Абдулли бін Джассім бін Мохаммеда Аль Тані, катарський урядовець (*1933)
22 серпня — Кентаро Мібучі, японський суддя (*1906)
22 серпня — Октавіан Котеску, румунський актор (*1931)
22 серпня — Тан Лусун, китайський письменник (*1907)
22 серпня — Тургут Уяр, турецький поет (*1927)
23 серпня — Ван Куньлунь, китайський політик і вчений (*1902)
25 серпня — Саманта Сміт, американська школярка, котра написала листа генеральному секретарю ЦК КПРС Андропову в розпал Холодної війни (*1972)
25 серпня — Ван Шифу, китайський бейсболіст, який іммігрував до Японії (*1901)
25 серпня — Джи Йон Джу, південнокорейський боксер-любитель (*1948)
26 серпня — Оке Фріделл, шведський актор (*1919)
26 серпня — Піт Йонгелінг, нідерландський журналіст, борець опору, політик і дитячий письменник (*1909)
26 серпня — Чжан Ціюнь, китайський історик, геолог і педагог (*1901)
27 серпня — Ахмед Хасан Аль-Бакурі, єгипетський сунітський релігієзнавець, письменник, проповідник, член «Братів-мусульман» (*1907)
28 серпня — Рут Гордон, американська акторка, сценаристка, драматургиня, письменниця (*1896)
28 серпня — Іван Марино Оспіна, колумбійський партизан (*1940)
28 серпня — Мігель Отеро Сільва, венесуельський письменник, комік, журналіст, інженер і політик (*1908)
28 серпня — Сурья Воновіджоджо, індонезійським бізнесмен (*1923)
29 серпня — Евелін Анкерс, британсько-американська актриса (*1918)
30 серпня — Проскурякова Тетяна Авенирівна, російсько-американська вчена та археологиня, яка зробила значний внесок у розшифровку ієрогліфів мая (*1909)
30 серпня — Тейлор Колдуелл, британська письменниця (*1900)
30 серпня — Філлі Джо Джонс, американський джазовий барабанщик (*1923)
30 серпня — Хосе Куберо Санчес, іспанський тореадор (*1964)
31 серпня — Френк Макфарлейн Бернет, австралійський вірусолог, Нобелівська премія з фізіології або медицини 1960 (*1899)

## Вересень

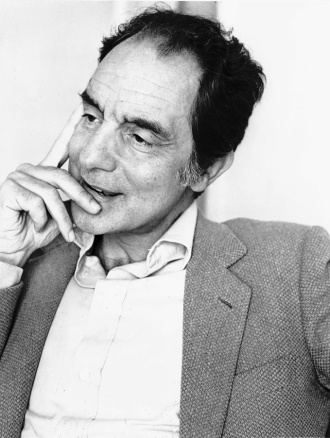
Італо Кальвіно
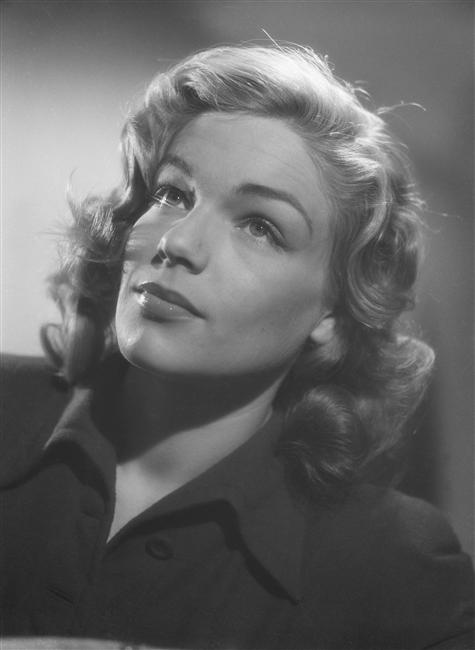
Симона Синьйоре
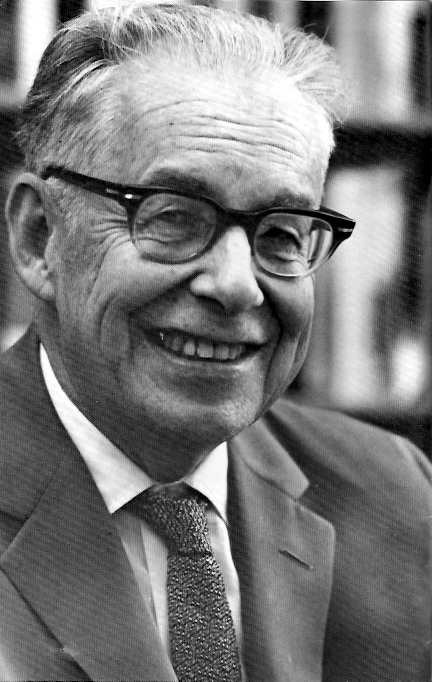
Чарльз Ріхтер
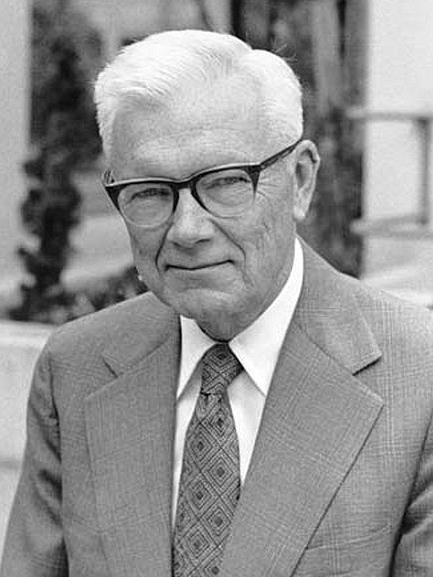
Пол Флорі
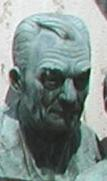
Джон Ендерс (бюст)
Василь Стус
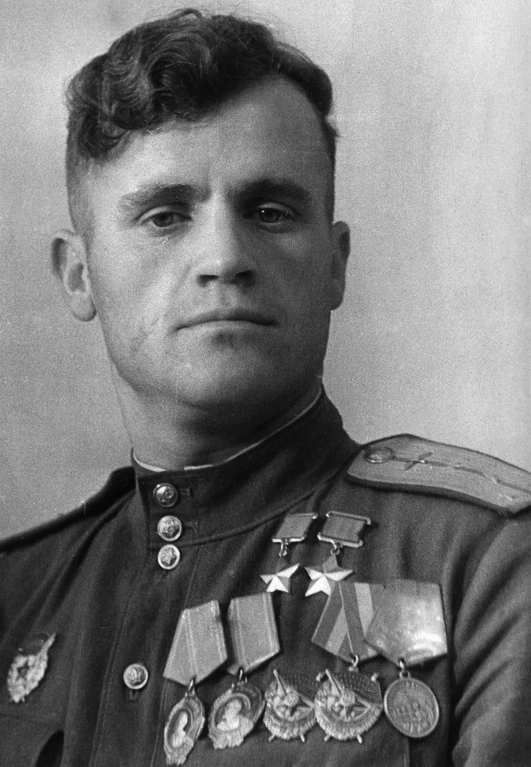
Микола Гулаєв

1 вересня — Мухаммед Зафарулла Хан, пакистанський юрист і дипломат, який був першим міністром закордонних справ Пакистану, президентом Міжнародного суду і президентом Генеральної Асамблеї ООН (*1893)
1 вересня — Сондерс Льюїс, валлійський політик, поет, драматург, медієвіст і літературний критик (*1893)
1 вересня — Стефан Беллоф, німецький автогонщик (*1957)
2 вересня — Абе Ленстра, нідерландський футболіст (*1920)
2 вересня — Анна Банті, італійська письменниця (*1895)
3 вересня — Абдулла Сяфії, індонезійський ісламський діяч, улем (*1910)
3 вересня — Джо Джонс, американський джазовий барабанщик (*1911)
3 вересня — Драган Манце, сербський футболіст (*1962)
4 вересня — Стус Василь Семенович, український поет-шістдесятник, перекладач, публіцист, прозаїк, мислитель, літературознавець, літературний критик, правозахисник, політв'язень СРСР, дисидент, член Української Гельсінської групи, Герой України (*1938)
4 вересня — Джордж О'Браєн, американський актор (*1899)
5 вересня — Їржина Штепнічкова, чеська акторка (*1912)
6 вересня — Родні Портер, англійський біохімік, лавреат Нобелівської премії з фізіології або медицини 1972 (*1917)
6 вересня — Гейдар Гіаї, іранський архітектор (*1922)
6 вересня — Ши Лян, китайський юристка, політична і громадська діячка (*1900)
7 вересня — Дьордь Поя, угорсько-швейцарсько-американський математик (*1887)
8 вересня — Ана Мендьєта, американська феміністська художниця, перформансистка, скульпторка, відео-артистка кубинського походження (*1948)
8 вересня — Джон Ендерс, американський біолог, лауреат Нобелівської премії з фізіології або медицини 1954 (*1897)
8 вересня — Іхсан Шаріф, єгипетська акторка (*1921)
9 вересня — Пол Флорі, американський фізико-хімік, Нобелівська премія з хімії 1974 (*1910)
9 вересня — Ван Юде, тайванський письменник, лінгвіст і політичний діяч (*1924)
9 вересня — Еркан Юджел, турецький актор (*1944)
9 вересня — Олена Халкова, чеська акторка (*1907)
9 вересня — Сирри Аталай, турецький юрист і політик (*1919)
9 вересня — Сунь Чжень, військовий діяч Китайської Республіки (*1892)
10 вересня — Джок Стін, шотландський футболіст, тренер (*1922)
10 вересня — Ернст Юліус Епік, естонський астроном і астрофізик (*1893)
10 вересня — Алекса Кенін, американська акторка (*1962)
11 вересня — Масако Нацуме, японська акторка, фотомодель, поетеса (*1957)
11 вересня — Вільям Алвін, англійський композитор, диригент і вчитель музики (*1905)
11 вересня — Ендрю К. Торнтон II, американський юрист і наркоторговець (*1944)
13 вересня — Августу Радемейкер, бразильський військовий і державний діяч, адмірал, член військової хунти 1969 року (*1905)
13 вересня — Бенно Стерценбах, німецький актор (*1916)
14 вересня — Джон Голт, американський педагог (*1923)
14 вересня — Джуліан Бек, американський актор, режисер, поет і художник (*1925)
16 вересня — Задор Дезидерій Євгенович, український піаніст, органіст, диригент, композитор, педагог (*1912)
16 вересня — Нагнибіда Микола Львович, український поет, перекладач (*1911)
16 вересня — Арт Шолль, американський пілот вищого пілотажу, повітряний оператор, пілотний інструктор і педагог (*1931)
16 вересня — Бхагванджі, індійський аскет (*н/д)
17 вересня — Лора Ешлі, англійська дизайнерка (*1925)
19 вересня — Італо Кальвіно, італійський письменник (*1923)
20 вересня — Ернест Наґель, чесько-американський філософ науки (*1901)
20 вересня — Кавамото Тайдзо, японський футболіст, тренер і футбольний функціонер (*1914)
20 вересня — Рухі Су, турецький музикант (*1912)
21 вересня — Гу Лонг, тайванський письменник романів про бойові мистецтва (*1938)
22 вересня — Аксель Шпрінгер, німецький журналіст, засновник і власник Axel Springer AG (*1912)
23 вересня — Джанкарло Сіані, італійський журналіст, убитий Каморрою (*1959)
24 вересня — Мухаммед Нагіб Аль-Мутай, єгипетський сунітський релігієзнавець (*1915)
24 вересня — У Веньзао, китайський соціолог, антрополог і етнолог (*1901)
26 вересня — Антон Янда, австрійський футболіст (*1904)
26 вересня — Йона Волах, ізраїльська поетеса, письменниця та феміністка (*1944)
27 вересня — Гулаєв Микола Дмитрович, радянський льотчик-винищувач, двічі Герой Радянського Союзу, генерал-полковник авіації (*1918)
27 вересня — Ллойд Нолан, американський актор (*1902)
27 вересня — Отомо Рютаро, японський актор (*1912)
27 вересня — Шилінський, мексиканський комік, актор і сценарист (*1911)
28 вересня — Андре Кертес, фотограф угорського походження (*1894)
29 вересня — Ірі Аймаса, японський урядовець, поет і есеїст (*1905)
29 вересня — Мечислав Зуб, польський серійний вбивця (*1953)
30 вересня — Герберт Байєр, австрійський графічний дизайнер, художник, фотограф, скульптор (*1900)
30 вересня — Маркарян Беніамін Єгішевич, радянський вірменський астроном (*1913)
30 вересня — Симона Синьйоре, французька акторка кіно та театру, письменниця й перекладачка (*1921)
30 вересня — Чарльз Ріхтер, американський сейсмолог, який запропонував шкалу для оцінки сили землетрусів (*1900)
30 вересня — Хасан Абшенасан, іранський військовий офіцер, учасник ірано-іракської війни (*1936)

## Жовтень

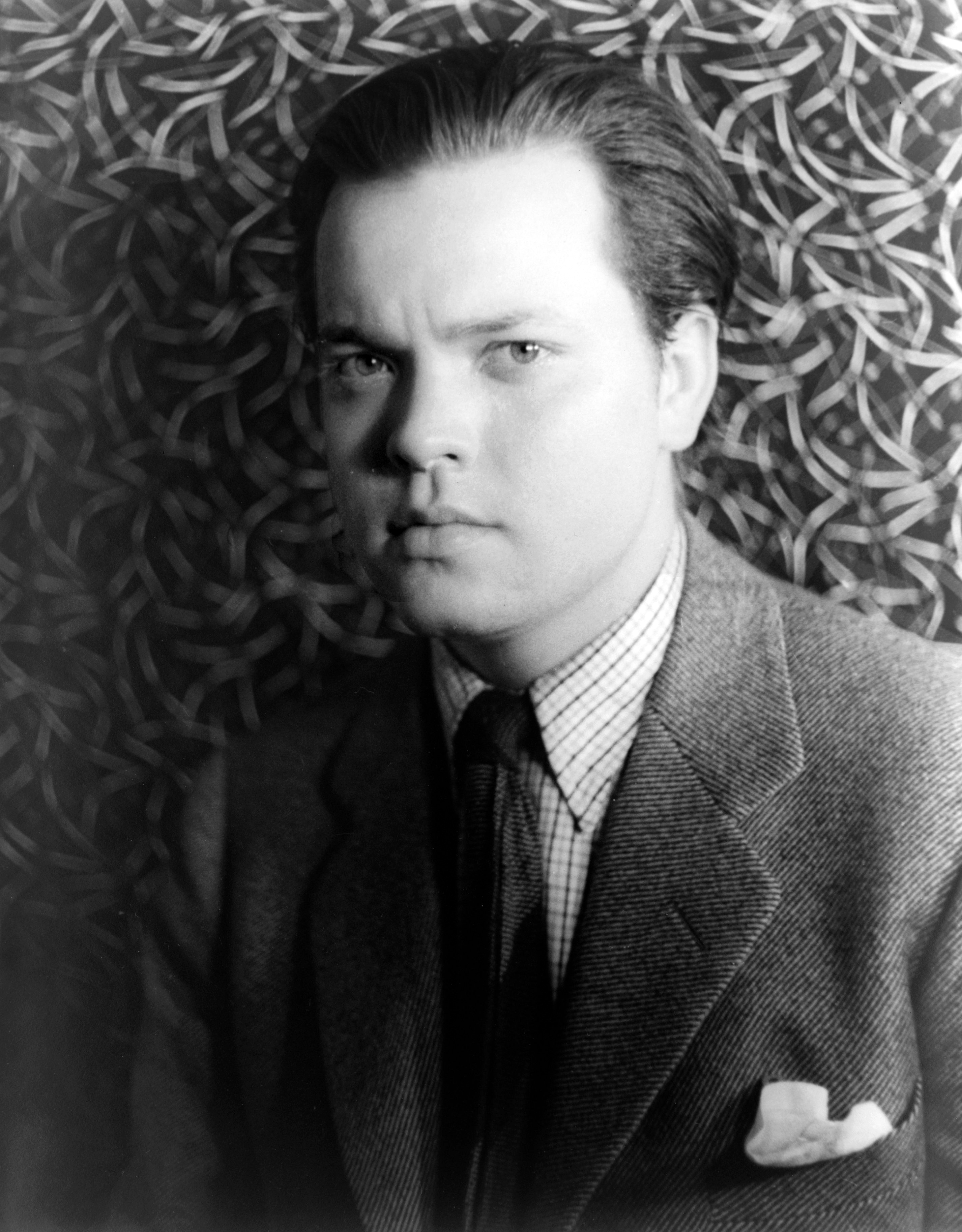
Орсон Веллс
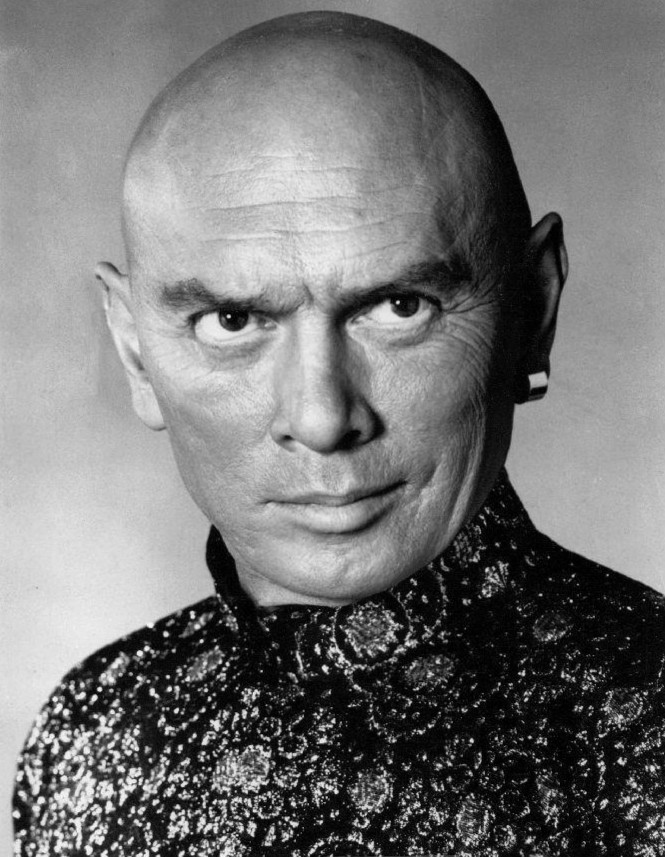
Юл Бріннер
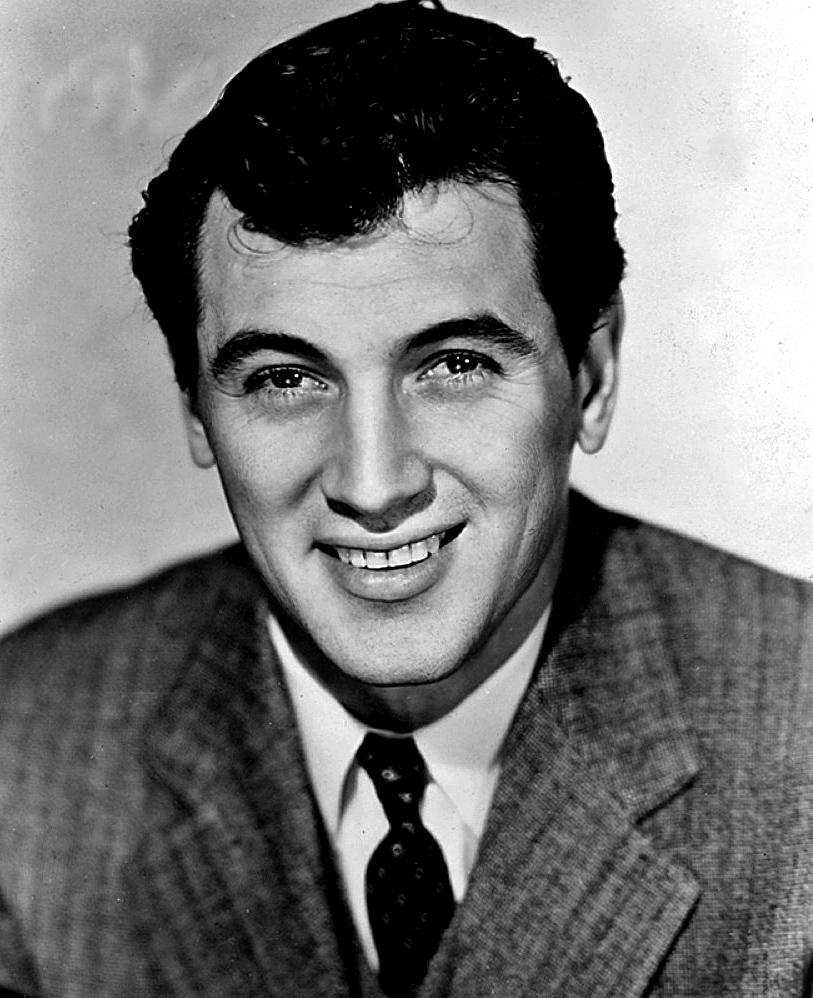
Рок Гадсон
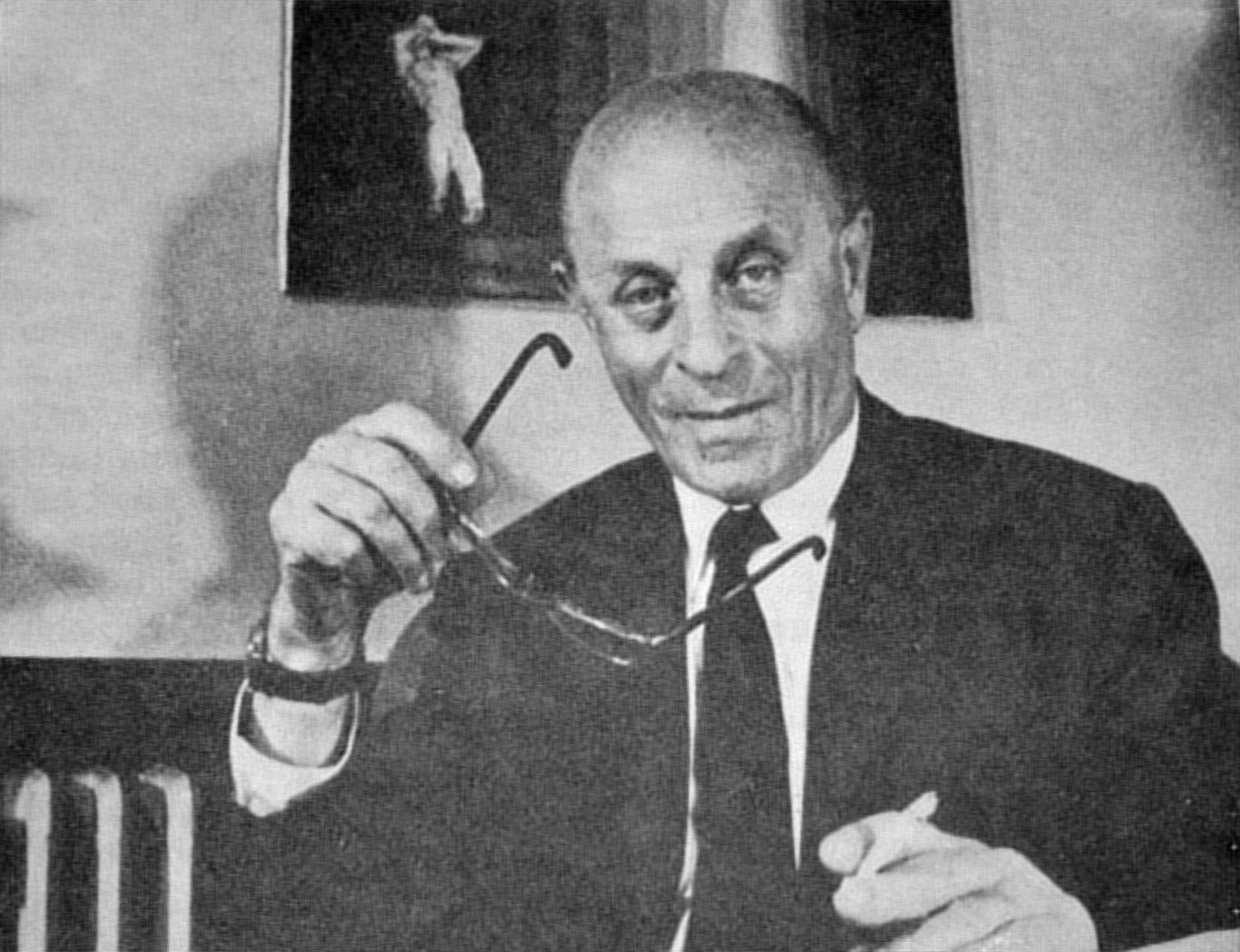
Ласло Біро
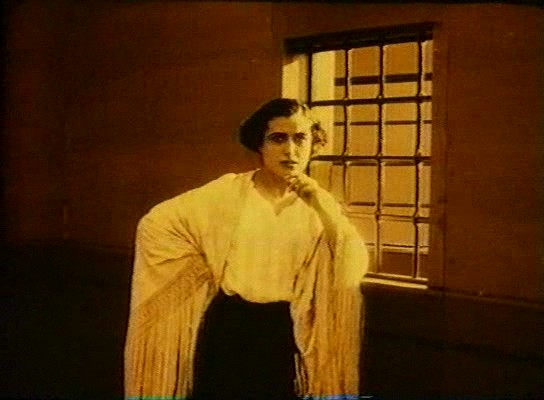
Франческа Бертіні
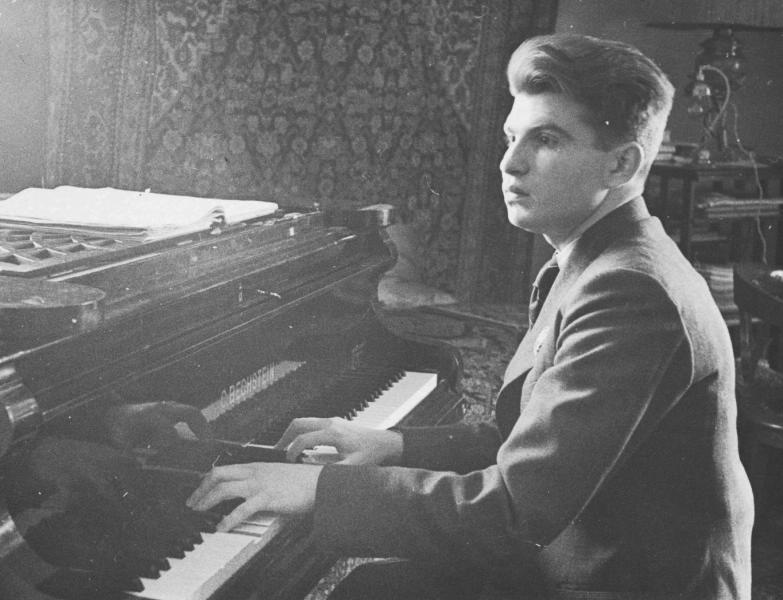
Еміль Гілельс
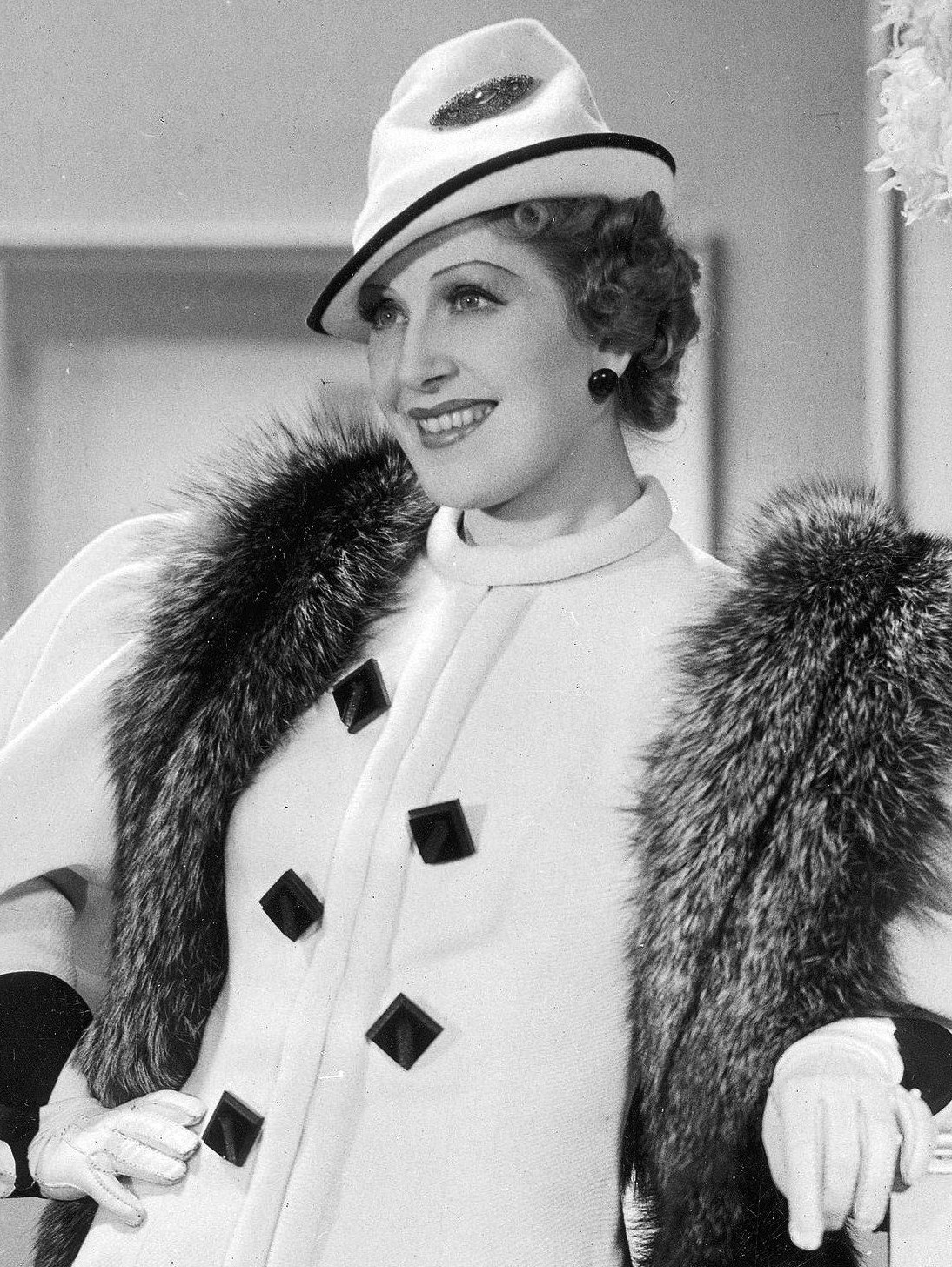
Толя Манкевичувна

1 жовтня — Елвін Брукс Вайт, американський письменник (*1899)
1 жовтня — Мішель Авіла, американська дівчина-підліток, жертва резонансного вбивства (*1968)
2 жовтня — Дмитерко Любомир Дмитрович, український письменник, поет, драматург, публіцист, сценарист, перекладач, літературний критик, громадський діяч (*1911)
2 жовтня — Маргарет Малер, угорсько-американська психіатриня (*1897)
2 жовтня — Рок Гадсон, американський актор (*1925)
2 жовтня — Джордж Савалас, американський актор (*1924)
3 жовтня — Інгве Стор, шведський співак, автор пісень і композитор (*1912)
4 жовтня — Євдокія, принцеса Болгарська, княгиня, дочка царя Болгарії Фердинанда I і княгині Марії Луїзи, сестра царя Бориса III і князя Кирила (*1898)
4 жовтня — Стриженов Гліб Олександрович, радянський актор театру і кіно (*1925)
4 жовтня — Манг Коко, сунданський художник (*1917)
4 жовтня — Нгуєн Дук Тхуан, в'єтнамський революціонер, комуністичний функціонер (*1916)
5 жовтня — Абдус Саттар, президент Бангладеш (1981—1982) (*1906)
5 жовтня — Гаральд Крамер, шведський математик, актуарій і статистик (*1893)
5 жовтня — Джозеф Кушнер, американський інвестор і забудовник польського походження (*1922)
5 жовтня — Карл Менгер, австро-американський математик, син економіста Карла Менгера (*1902)
5 жовтня — Лян Сінчу, генерал-лейтенант Народно-визвольної армії Китаю (*1913)
6 жовтня — Енріке Фернандес Віола, уругвайський футболіст, тренер (*1912)
6 жовтня — Карл Цишек, австрійський футболіст (*1910)
6 жовтня — Нельсон Ріддл, американський аранжувальник музики для біг-бендів, композитор, тромбоніст, керівник і диригент оркестру (*1921)
7 жовтня — Вольфганг Кілінг, німецький актор і актор озвучування (*1924)
7 жовтня — Джемаль Решіт Рей, турецький композитор, піаніст, педагог і диригент (*1904)
7 жовтня — Нартосабдо, індонезійський музикант і лялькар (*1925)
7 жовтня — Ной Мойсей, ізраїльський журналіст, видавець і редактор «Єдіот ахронот» (*1912)
8 жовтня — Вільям Л. Борден, американський юрист і співробітник Конгресу (*1920)
8 жовтня — Ріккардо Бакеллі, італійський письменник (*1891)
9 жовтня — Еміліу Гарастазу Медічі, бразильський військовий і державний діяч, генерал, президент Бразилії у 1969—1974 р. (*1905)
9 жовтня — Людо Кук, бельгійський футболіст (*1955)
9 жовтня — Генрікета Лісбоа, бразильська поетеса (*1901)
10 жовтня — Орсон Веллс, американський кінорежисер, сценарист, актор та продюсер (*1915)
10 жовтня — Юл Бріннер, американський актор (*1920)
11 жовтня — Метін Елоглу, турецький поет і художник (*1927)
12 жовтня — Джонні Олсон, американський радіоведучий і телеведучий (*1910)
13 жовтня — Франческа Бертіні, італійська акторка театру і кіно, «діва» німого кіно, перша італійська жінка-режисерка, продюсерка і сценаристка (*1892)
13 жовтня — Мечислав Борута-Спєхович, польський генерал (*1894)
13 жовтня — Паоло Де Стефано, італійський мафіозі (*1943)
13 жовтня — Таге Даніельссон, шведський письменник, поет, сценарист, режисер, актор і комік (*1928)
14 жовтня — Гілельс Еміль Григорович, радянський піаніст, педагог єврейського походження з Одеси (*1916)
14 жовтня — Бекір Челенк, турецький торгівець зброєю, причетний до замаху на Івана Павла II (*1934)
16 жовтня — Халекдад Чоудхурі, бангладешський письменник, громадський діяч (*1907)
17 жовтня — Абдельмунім ар-Ріфаї, йорданський поет, дипломат і політик, прем'єр-міністр Йорданії у 1969 і 1970 рр. (*1917)
19 жовтня — Мухаммед Алі Сінді, саудівський художник (*1905)
20 жовтня — Лисаневич Борис Миколайович, український артист балету, емігрант до Непалу, туристичний менеджер (*1905)
20 жовтня — Жан-Роже Коссімон, французький співак, автор пісень і актор (*1918)
21 жовтня — Ден Вайт, американський політик та вбивця (*1946)
22 жовтня — Еллен Відманн, швейцарська актриса (*1894)
22 жовтня — Норберт Пельке, німецький поліцейський та вбивця (*1951)
22 жовтня — Стефано Сатта Флорес, італійський актор, актор озвучування та драматург (*1937)
22 жовтня — Сюй Шійоу, генерал Народно-визвольної армії Китаю (*1906)
24 жовтня — Ласло Біро, угорсько-аргентинський винахідник, який запатентував першу комерційно успішну сучасну кулькову ручку (*1899)
24 жовтня — Габор Боді, угорський кінорежисер, відеохудожник і теоретик (*1946)
24 жовтня — Даніеле Паче, італійський співак, автор пісень, композитор і актор (*1935)
24 жовтня — Масакадзу Нагата, японський бізнесмен, кінопродюсер, спортивний менеджер (*1906)
24 жовтня — Ялмарі Рінне, фінський актор і театральний консультант (*1893)
25 жовтня — Волков Микола Миколайович (старший), радянський актор (*1902)
25 жовтня — Ганс Кок, амстердамський сквоттер (*1962)
25 жовтня — Гері Холтон, британський співак, автор пісень, музикант і актор (*1952)
26 жовтня — Ірена Качиркова, чеська акторка (*1925)
27 жовтня — Толя Манкевичувна, польська актриса, співачка (*1900)
27 жовтня — Чень Ісін, тайванський учитель, який загинув під час виконання службових обов'язків (*1946)
28 жовтня — Артур Соланг, індонезійський морський піхотинець (*1944)
29 жовтня — Ліфшиць Євген Михайлович, радянський фізик-теоретик (*1915)
29 жовтня — Плісецький Олександр Михайлович, радянський танцівник і балетмейстер (*1931)
30 жовтня — Фазле Лохані, бангладешський журналіст та телеведучий (*1928)
31 жовтня — Аге Майнес, голландський зломник сейфів (*1942)

## Листопад

Фернан Бродель
Омайра Санчес
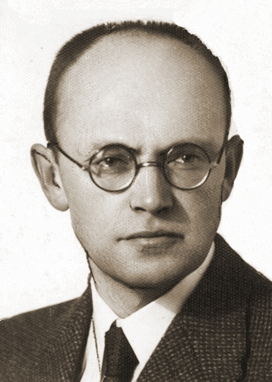
Володимир Кубійович
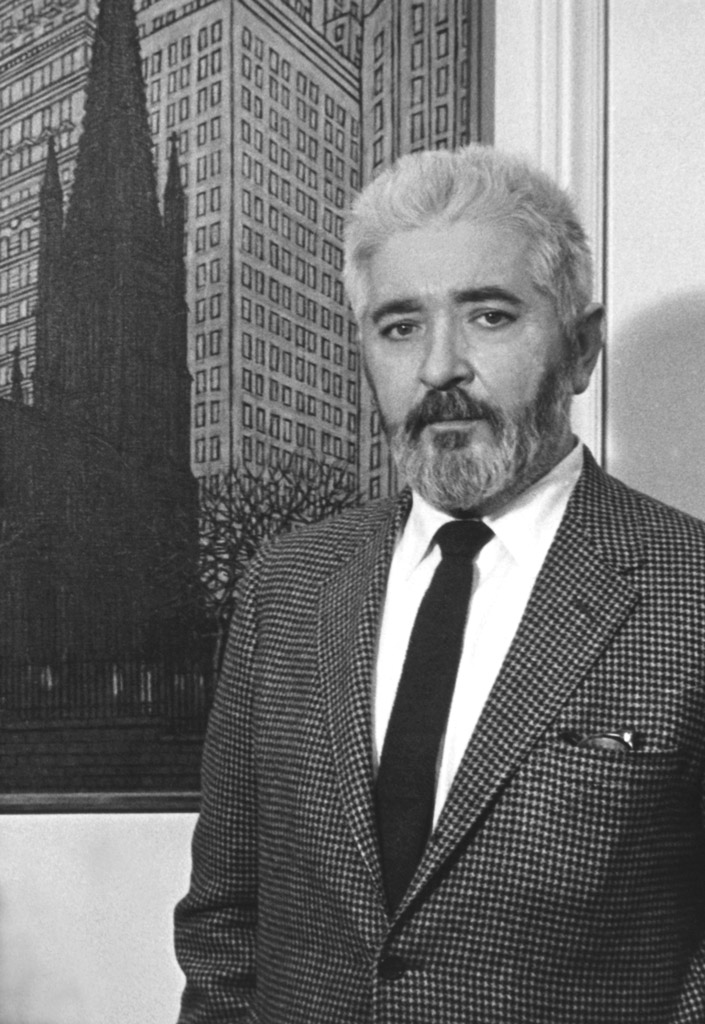
Яків Гніздовський
Олександр Покришкін
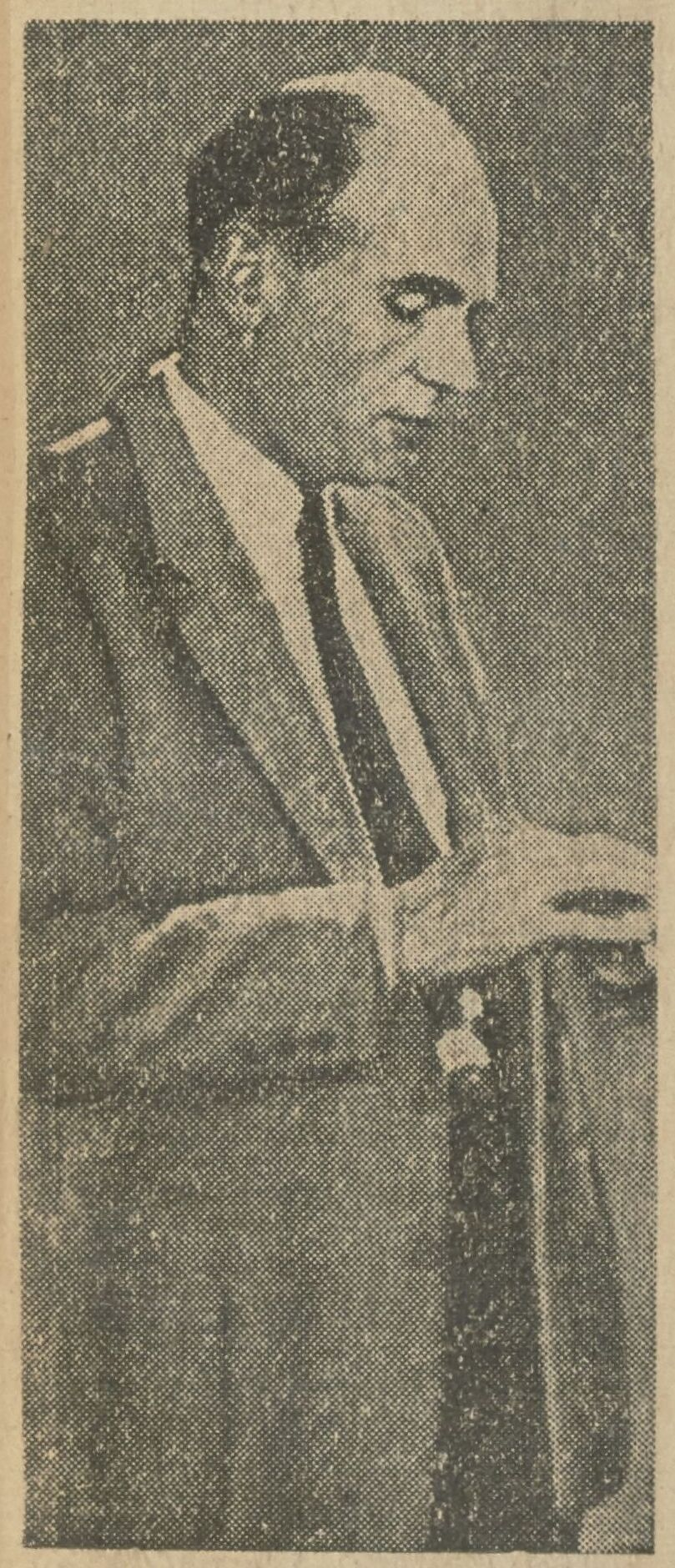
Андре Юнебель

1 листопада — Філ Сільверс, американський актор театру, кіно і телебачення, комік, диктор радіо й актор озвучування (*1911)
1 листопада — Абдул Рахім Аль-Заркані, єгипетський театральний режисер і актор (*1913)
1 листопада — Моекіят, індонезійський морський піхотинець (*1927)
2 листопада — Кубійович Володимир Михайлович, український історик, географ, енциклопедист, видавець, громадсько-політичний діяч (*1900)
2 листопада — Роберт Біберті, німецький співак (*1902)
4 листопада — Кас Д'Амато, американський боксерський менеджер і тренер (*1908)
4 листопада — Ординський Василь Сергійович, радянський кінорежисер, сценарист, актор (*1923)
4 листопада — Абакаров Асхаб Тінамагомедович, радянський кінорежисер і художник (*1945)
4 листопада — Драголюб Алексич, сербський і югославський кіносценарист, режисер, продюсер, акробат і актор (*1910)
5 листопада — Чикобава Арнольд Степанович, радянський грузинський мовознавець (*1898)
5 листопада — Кароль Духонь, словацький співак (*1950)
5 листопада — Спенсер В. Кімбол, американський релігійний лідер (*1895)
5 листопада — Філемон Вехбе, ліванський композитор (*1916)
6 листопада — Ванда Станіславська-Лоте, польська акторка (*1908/1910)
6 листопада — Санджив Кумар, індійський актор (*1938)
8 листопада — Гніздовський Яків Якович, американський художник українського походження, графік, кераміст, мистецтвознавець (*1915)
8 листопада — Мастен Грегорі, американський автогонщик (*1932)
8 листопада — Ніколас Франц, люксембурзький велогонщик (*1899)
8 листопада — Прабхат Кумар Мухопадхяй, бенгальський письменник, біограф Рабіндраната Тагора (*1892)
11 листопада — Пелле Ліндберг, шведський хокеїст (*1959)
11 листопада — Леопольдо Фернандес, кубинський комік (*1904)
13 листопада — Покришкін Олександр Іванович, радянський льотчик-ас, другий за результативністю пілот-винищувач серед льотчиків країн антигітлерівської коаліції в Другій світовій війні, перший тричі Герой Радянського Союзу, Маршал авіації (*1913)
14 листопада — Гу Вейцзюнь, китайський дипломат і політик Китайської Республіки (*1888)
14 листопада — Аб Гофсті, нідерландський актор і співак (*1919)
14 листопада — Бєляєв Дмитро Костянтинович, радянський генетик, академік (*1917)
14 листопада — Ернесто де ла Круз, аргентинський музикант (*1898)
15 листопада — Карлос Спадаро, аргентинський футболіст (*1902)
15 листопада — Мерет Оппенгейм, швейцарська художниця-сюрреалістка і фотографиня німецького походження (*1913)
15 листопада — Тіа Нейва, бразильська медіум-ясновидиця (*1925)
16 листопада — Омайра Санчес, жертва виверження вулкану в Колумбії (*1972)
17 листопада — Лон Нол, камбоджійський військовик (фельдмаршал), державний і політичний діяч, засновник і перший всенародно обраний президент Кхмерської республіки, президент Камбоджі (1966—1967, 1972—1975) (*1913)
17 листопада — Георге Урсу, румунський інженер-будівельник, поет, письменник і дисидент (*1926)
18 листопада — Саїд Джалалуддін Машхадді, пакистанський ісламський вчений (*1915)
18 листопада — Юрйо Нікканен, фінський метальник списа (*1914)
19 листопада — Степін Фетчіт, американський водевіліст, комік і кіноактор ямайсько-багамського походження, який вважається першим чорношкірим актором з успішною кінокар'єрою (*1902)
19 листопада — Уве Дальмаєр, німецький актор (*1924)
20 листопада — Єжи Зєтек, польський політик, чиновник, партійний, державний, громадський і військовий діяч (*1901)
21 листопада — Анрі Вінсено, французький художник, письменник і скульптор (*1912)
21 листопада — Іво Сердар, хорватський актор (*1933)
21 листопада — Лейф Стенберг, шведський бізнесмен (*1932)
22 листопада — Марія Сабіна, мексиканська шаман і поетеса (*1894)
23 листопада — Голамхосейн Саеді, іранський драматург, письменник, сценарист, культуролог, перекладач, лікар і громадський діяч (*1936)
24 листопада — Біг Джо Тернер, американський блюзовий співак (*1911)
24 листопада — Рене Баржавель, французький письменник і журналіст (*1911)
24 листопада — Корнеліс Буддінґ, нідерландський поет, прозаїк і перекладач (*1918)
25 листопада — Ельза Моранте, італійська письменниця (*1912)
26 листопада — Герасимов Сергій Аполлінарійович, радянський кінорежисер, сценарист, актор і педагог (*1906)
26 листопада — Вів'єн Томас, американський кардіохірург (*1910)
26 листопада — Мікель Забальза Гарате, водій автобуса у Сан-Себастьяні (Країна Басків, Іспанія), чия загибель привернула загальну увагу (*1952)
26 листопада — Сільвен Пунс, нідерландський актор і співак (*1896)
27 листопада — Андре Юнебель, французький кінорежисер, сценарист та продюсер (*1896)
27 листопада — Фернан Бродель, французький історик, представник школи «Анналів», один із основоположників Світ-системного аналізу (*1902)
27 листопада — Азхар Шах Кайсер, індійський ісламський учений, журналіст і письменник (*1920)
27 листопада — Рендра Карно, індонезійський актор (*1920)
28 листопада — Джиро Ширасу, японський бізнесмен (*1902)
28 листопада — Юн Іль Джу, південнокорейський поет, архітектор, професор університету, військовик (*1927)
29 листопада — Кім Чон Хо, південнокорейський співак (*1952)
30 листопада — Йосеф Зарицький, ізраїльський художник (*1891)
30 листопада — Марк Ар'ян, франко-бельгійський співак, автором пісень і продюсер вірменського походження (*1926)
30 листопада — Чжоу Сінян, гонконгський бізнесмен і перший китайський отоларинголог Гонконгу (*1903)

## Грудень

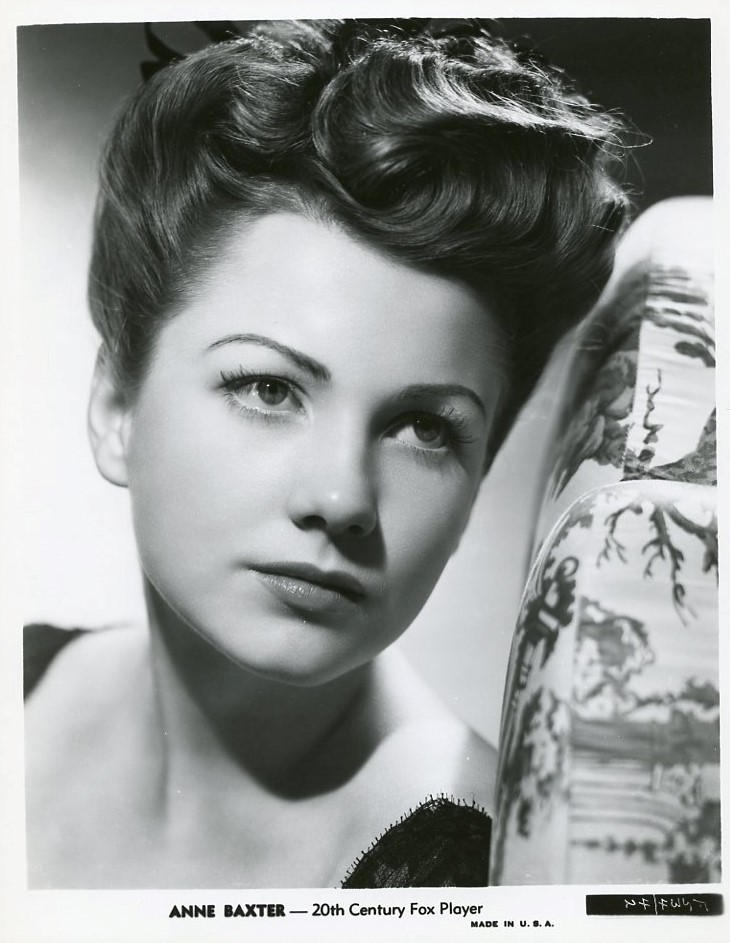
Енн Бакстер
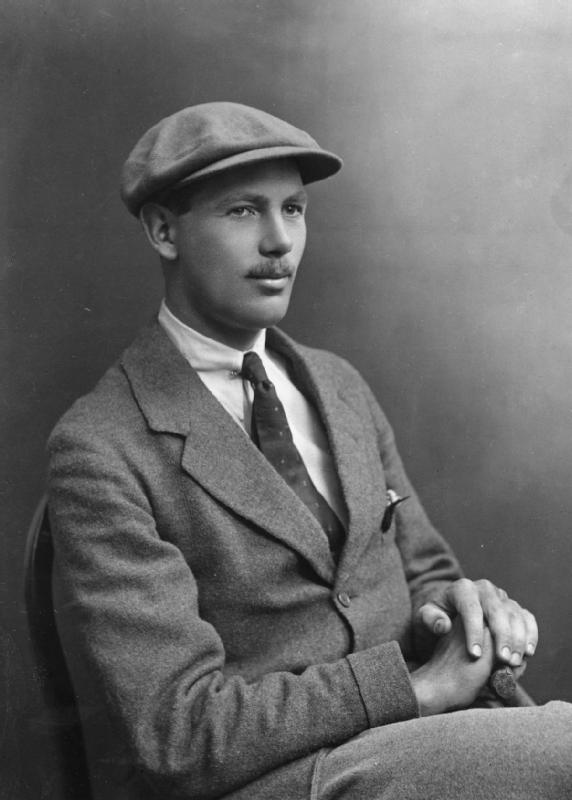
Роберт Ґрейвс
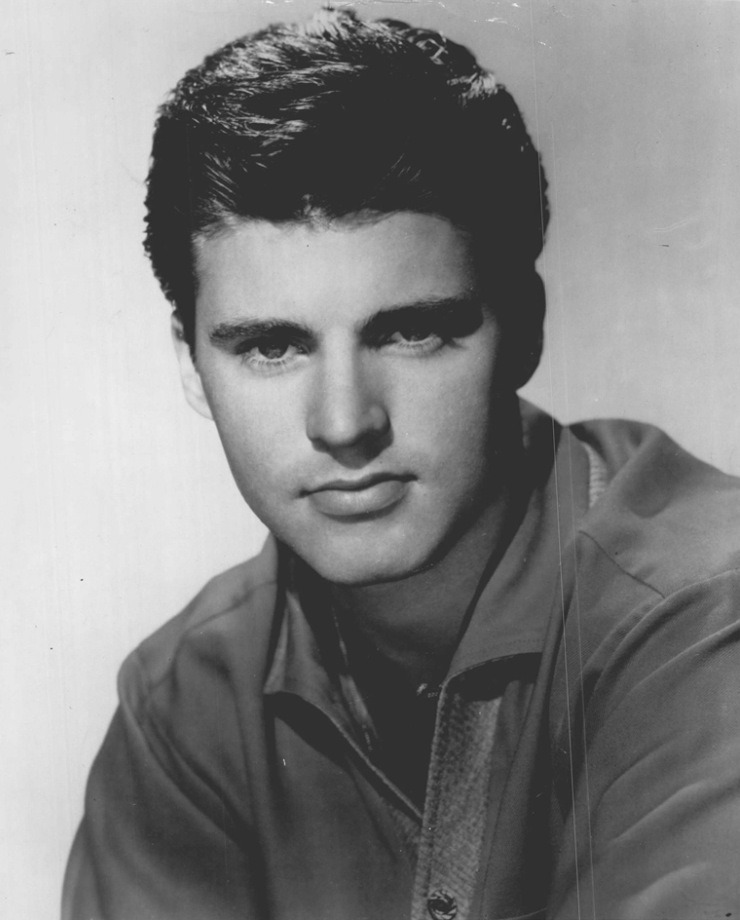
Рікі Нельсон
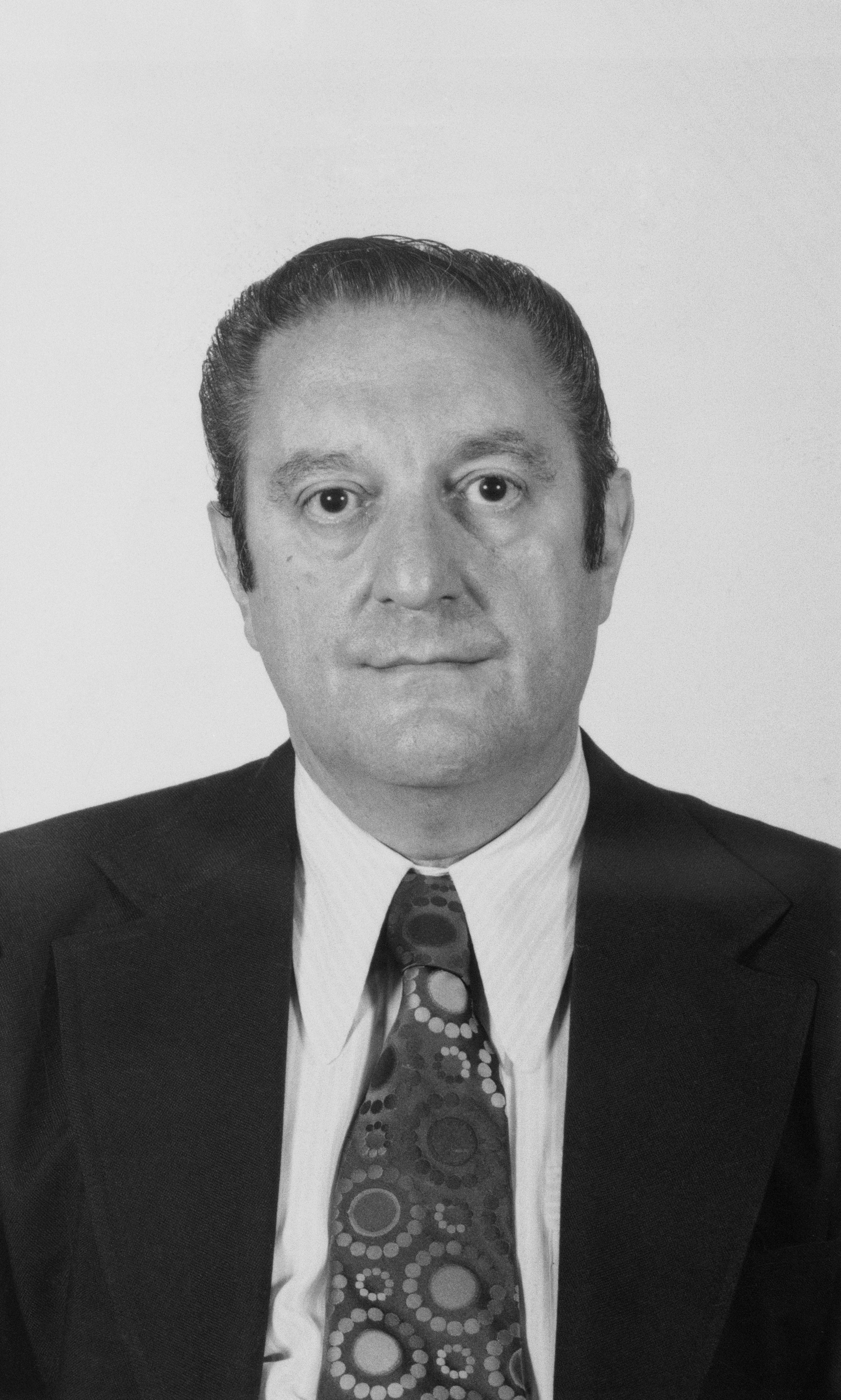
Пол Кастеллано
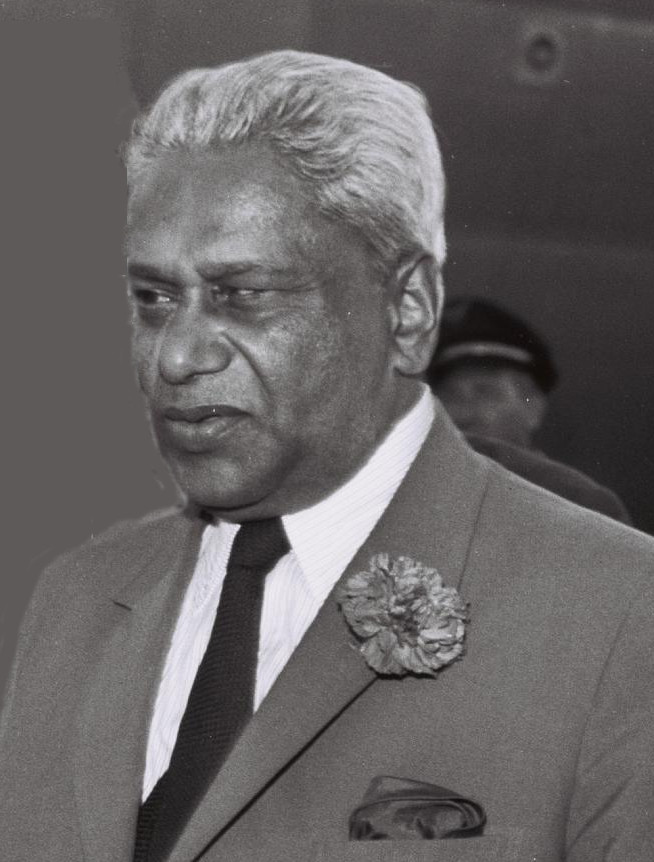
Сівусагур Рамгулам

1 грудня — Смольський Григорій Степанович, український художник, громадський діяч, краєзнавець (*1893)
1 грудня — Дада Дхармадхікарі, індійський борець за свободу та громадський лідер (*1899)
1 грудня — М'хамед Ісіахем, алжирський художник (*1928)
2 грудня — Аніелло Деллакроче, американський гангстер, заступник боса нью-йоркської злочинної родини Гамбіно (*1914)
2 грудня — Філіп Ларкін, британський поет, письменник і джазовий критик (*1922)
2 грудня — Хайнц Гофман, німецький військовий і політик Німецької Демократичної Республіки (*1910)
3 грудня — Пак Чон Гю, південнокорейський військовий, політик і спортивний адміністратор (*1930)
4 грудня — Віджай Саркар, бангладешський музикант (*1903)
4 грудня — Тейшейрінья, бразильський співак, композитор, радіоведучий і кінорежисер (*1927)
5 грудня — Алексія Гонсалес-Баррос, іспанська дівчина, яку Католицька церква проголосила преподобною (*1971)
6 грудня — Дені де Ружмон, швейцарський письменник, філософ і громадський діяч (*1906)
6 грудня — Керролл Коул, американський серійний убивця (*1938)
7 грудня — Роберт Ґрейвс, британський поет, романіст і літературний критик (*1895)
7 грудня — Поттер Стюарт, американський суддя (*1915)
9 грудня — Іренеуш Ірединський, польський прозаїк, драматург, поет, сценарист (*1939)
9 грудня — Харуйоші Окава, японський мисливець (*1909)
10 грудня — Чжан Хуою, гонконгський кантонський кіноактор (*1910)
11 грудня — Ван Ві, в'єтнамський музикант (*1929)
12 грудня — Енн Бакстер, американська акторка та письменниця (*1923)
12 грудня — Іен Стюарт, британський клавішник і співзасновник Rolling Stones (*1938)
13 грудня — Рейчел Маркус, ізраїльська театральна актриса (*1912)
13 серпня — Слободан Алігрудич, югославський і сербський актор (*1934)
14 грудня — Роджер Маріс, американський бейсболіст (*1934)
14 грудня — Чжао Цзюньтао, китайська комуністична діячка туцзянського походження (*1903)
15 грудня — Карлос Ромуло, філіппінський політик і дипломат (*1899)
15 грудня — Сівусагур Рамгулам, маврикійський лікар, політик і державним діяч: єдиний головний міністр, перший прем'єр-міністр і п'ятий генерал-губернатор Маврикія; «батько-засновник нації» (*1900)
16 грудня — Пол Кастеллано, американський мафіозі, бос сім'ї Гамбіно (*1915)
16 грудня — Томас Білотті, американський мафіозі, заступник боса злочинної сім'ї Гамбіно (*1940)
18 грудня — Лім Ліан Геок, китайсько-малайзійський педагог (*1901)
18 грудня — Сюань Дьєу, в'єтнамський поет, журналіст, автор оповідань, літературний критик і політик (*1916)
19 грудня — Роджер Робб, американський суддя і прокурор (*1907)
21 грудня — Фудзівара Каматарі, японський актор (*1905)
22 грудня — Д. Бун, американський музикант (*1958)
23 грудня — Принц Біра, принц Сіаму (Таїланду), автогонщик і яхтсмен (*1914)
23 грудня — Хорхе Курі, бразильський радіоведучий і спортивний диктор (*1920)
24 грудня — Ферхат Аббас, глова уряду Алжиру у вигнані (1958—1961), президент Алжиру (1962—1963) (*1899)
24 грудня — Жак Моно, французький актор (*1918)
24 грудня — Роберт Тодд Лінкольн Беквіт, американський фермер-любитель і правнук Авраама Лінкольна (*1904)
25 грудня — Зе Пекено, бразильський наркоторговець (*1957)
26 грудня — Даян Фоссі, американська етолог, приматолог і популяризаторка охорони довкілля (*1932)
27 грудня — Гарольд Вітлок, британський легкоатлет, який спеціалізувався в спортивній ходьбі (*1903)
27 грудня — Геррі Гопмен, австралійський тенісист (*1906)
27 грудня — Чон Ун Гап, корейський чиновник і політик японської колоніальної епохи та Республіки Корея (*1913)
28 грудня — Іриней Артемій Цегельський, галицький церковний і громадський діяч, греко-католицький священник (*1914)
28 грудня — Ренато Кастеллані, італійський кінорежисер і сценарист (*1913)
28 грудня — Генрик Кжечковський, польський перекладач, письменник, публіцист, діяч демократичної опозиції в Польській Народній Республіці (*1921)
28 грудня — Іларіон Рубіо-і-Франческо, філіппінський композитор, музичний педагог, диригент і кларнетист (*1902)
29 грудня — Чу Сон Ун, південнокорейський актор (*1941)
30 грудня — Ласло Маркус, угорський актор (*1927)
31 грудня — Габіт Мусрепов, казахський радянський письменник, перекладач, критик і драматург, громадський діяч (*1902)
31 грудня — Рікі Нельсон, американський актор, співак та музикант, кумир підлітків 1950-х (*1940)
31 грудня — Сем Шпігель, єврейсько-американський кінопродюсер (*1901)

## Місяць невідомий
1985 — Бородкіна Берта Наумівна, керівниця тресту ресторанів і їдалень в Геленджику (страчена) (*1927)
1985 — Ян Хуімін, тайванський підприємець (*1928)
1985 — Чіко да Сілва, бразильський художник наївного стилю (*1910)
1985 — Мухаммад Аль-Мухтар Аль-Шанкіті, саудівський вчений, правознавець і перекладач мавританського походження (*1919)
1985 — Нахід Рашад, впливова жінка в часи Єгипетського королівства, головна фрейліна та членкиня Залізної гвардії (*1915)
1985 — Фуад Хаддад, єгипетський письменник і поет (*1927)
1985 — Ісса Наурі, йорданський письменник, поет, перекладач, дослідник, критик (*1918)
1985 — Хасан Алі Аль-Газі, іракський співак (*1909)
1985 — Саадун Гайдан, іракський політик і військовий (*1930)
1985 — Мухаммад Флейфель, ліванський композитор (*1899)
1985 — Туркі бін Абдулла бін Атішан, саудівський принц та племінний шейх (*1911)
1985 — Альберіко Б'ядене, італійський інженер і альпініст, відповідальний за катастрофу на греблі Вайонт (*1900)
1985 — Теуку Маркам, індонезійський військовий і підприємець (*1925)
1985 — Сандер Боргерс, голландський націонал-соціаліст і військовий злочинець часів Другої світової війни (*1917)
1985 — Ахмад Хонсарі, іранський великий аятола (*1887)
1985 — Чан Куй Хай, генерал Народної армії В'єтнаму (*1913)
1985 — Нгуен Трунг Кан, в'єтнамський музикант (*1947)
1985 — Хо Дак Дієм, в'єтнамський чиновник династії Нгуєн, професор, суддя (*1899)
1985 — Лам Куанг Тхо, генерал армії Республіки В'єтнам (*1931)
1985 — До Сюан Хоп, в'єтнамський лікар і генерал Народної армії В'єтнаму (*1906)
1985 — Ле В'єт Луонг, в'єтнамський революціонер і політик (*1900)
1985 — Шкрьоба Павло Маркович, український актор, театральний режисер (*1909)
1985 — Стефаник Юрій Васильович, український громадсько-політичний діяч і письменник, журналіст, редактор, літературний критик; син письменника Василя Стефаника (*1909)
1985 — Дінеш Чандра Саркар, індійський історик, епіграфік, нумізмат та етнограф (*1907)
1985 — Бурхан-уль-Хак Джабалпурі, індійський сунітський учений і політик (*1892)
1985 — Хо Тхі Чі, перша наложниця в'єтнамського імператора Кхай Діня з династії Нгуєн (*1902)